# Virgen de los Remedios
La Virgen de los Remedios, también conocida como Nuestra Señora Santa María de los Remedios, Virgen del Remedio, Virgen del Buen Remedio o Virgen de Gracia y del Buen Remedio, es una Advocación Mariana venerada en múltiples ciudades alrededor del globo. Los primeros datos historiográficos que se conservan de esta advocación se retrotraen a finales del siglo XV. La advocación con más antigüedad la encontramos en Fregenal de la Sierra (Badajoz), cuyo patronazgo detenta Ntra. Sra. Santa María de los Remedios. La fundación de su primer santuario fue ordenada por el obispo de Badajoz, Juan Rodríguez de Fonseca, en 1497, siendo bendecido el nuevo templo en 1501 por el obispo Alonso de Manrique. Otras fuentes históricas afirman que esta Imagen tuvo culto antes de la invasión musulmana, por lo que sus orígenes podrían situarse antes del siglo VIII.
La devoción por la Virgen de los Remedios también está ligada desde sus orígenes a la Orden de la Santísima Trinidad y de los Cautivos, conocidos como Trinitarios, fundada por San Juan de Mata y San Félix de Valois y aprobada por el Papa Inocencio III el 17 de diciembre de 1198; extendiéndose a partir del siglo XIV por Europa y América. El Papa Juan XXIII aprobó en 1959 el patronazgo de la Virgen de los Remedios para toda la Orden Trinitaria. 
Numerosas ciudades han tomado a esta advocación como su patrona, y muchas iglesias y templos están consagrados a su nombre.
La Iglesia católica conmemora la festividad de la advocación el 8 de septiembre.

## Imagen de Nuestra Señora Santa María de los Remedios de Fregenal de la Sierra (Badajoz)

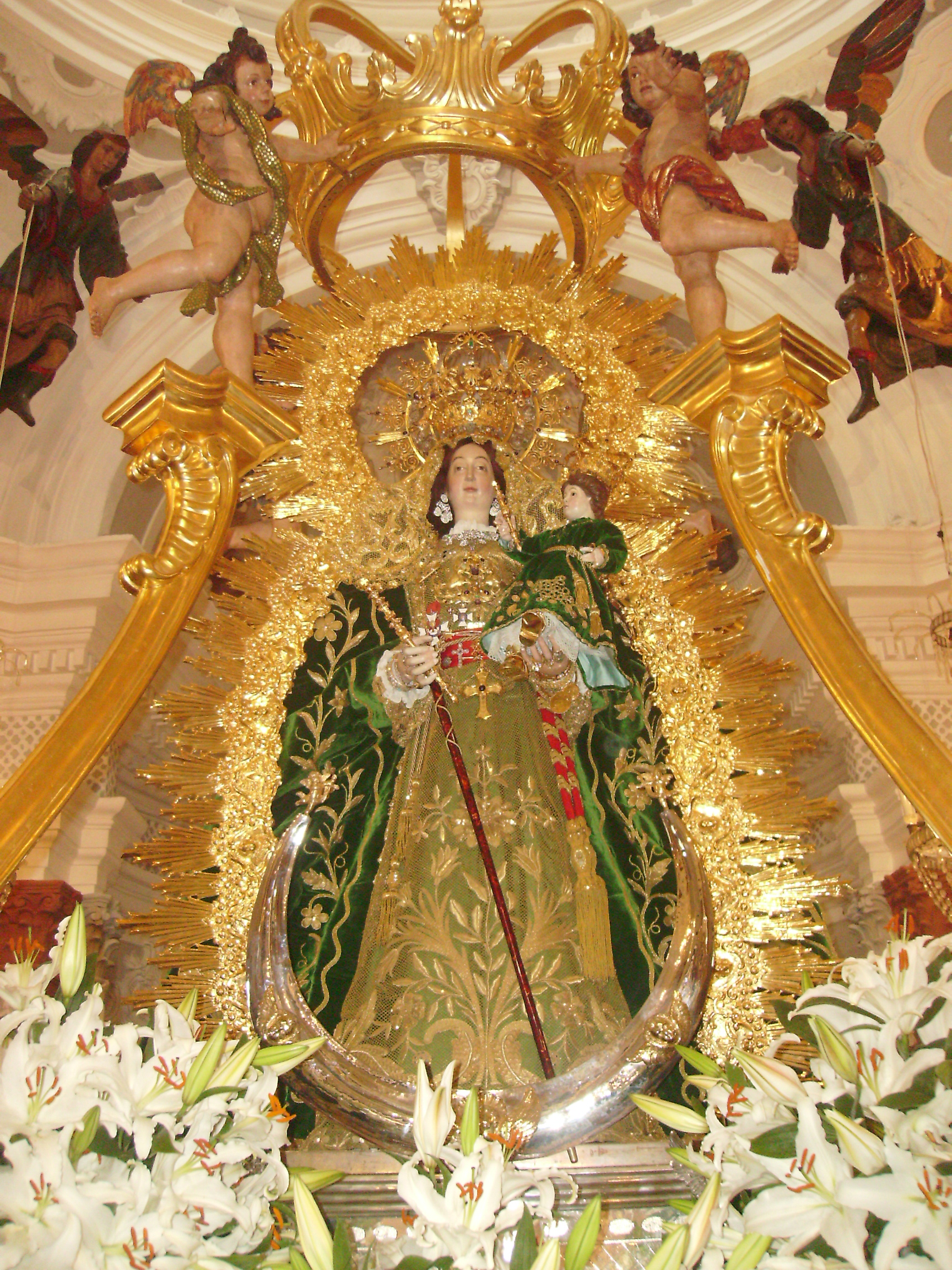
Nuestra Señora Santa María de los Remedios, Patrona de Fregenal desde 1506 y Coronada Canónicamente en 1906.

Nuestra Señora Santa María de los Remedios es patrona de Fregenal de la Sierra desde el año 1506. El 27 de abril de 1906 fue Coronada Canónicamente siendo Papa de la Iglesia católica Pío X y obispo de Badajoz Félix Soto Mancera, encargado de coronar a la imagen en el Paseo de la Constitución.
La devoción por esta Imagen se retrotrae a finales del siglo XV, cuando se inician las obras de construcción de su santuario, por orden del obispo Juan Rodríguez de Fonseca, en 1497. En 1501, el nuevo obispo, Alonso de Manrique, bendijo el templo, acompañado por su séquito episcopal, así como las autoridades frexnenses de la época. El santuario en honor de Santa María de los Remedios sufre varias remodelaciones entre los siglos XVI y XVIII, que le dan su aspecto actual de templo barroco. Otras fuentes históricas afirman que esta Imagen tuvo culto antes de la invasión musulmana, por lo que sus orígenes podrían situarse antes del siglo VIII.

En 2006, cumpliéndose el I Centenario de su Coronación Canónica y el V Centenario de su proclamación como patrona de Fregenal de la Sierra, acudieron a la ciudad de la provincia de Badajoz durante los actos del 27 de abril numerosas autoridades políticas, militares y religiosas frexnenses, extremeñas o españolas como Juan Carlos Rodríguez Ibarra, entonces Presidente de la Junta de Extremadura, que suplía a Juan Carlos I de España, que pese a aceptar la presidencia en los actos, como ocurría con el resto de los Jefes del Estado español en los acontecimientos anteriores del mismo calado, no acudió a ellos, además del cardenal de Sevilla Carlos Amigo Vallejo, que presidió los actos; el Arzobispo de Mérida-Badajoz, Santiago García Aracil; el arzobispo emérito de dicho arzobispado, Antonio Moreno Moreno; Ignacio Noguer Carmona, anterior obispo de Huelva; Amadeo Rodríguez Magro, obispo de Plasencia, y Ciriaco Benavente Mateos, anterior obispo de Coria-Cáceres, además de cientos de sacerdotes de la propia ciudad o que habían ofrecido su sacerdocio en la misma. Por otro lado, este mismo año se proclamó Templo Jubilar desde el 27 de abril de 2006 hasta el 27 de abril de 2007 al santuario, donde se encuentra siempre la imagen patrona de Fregenal.

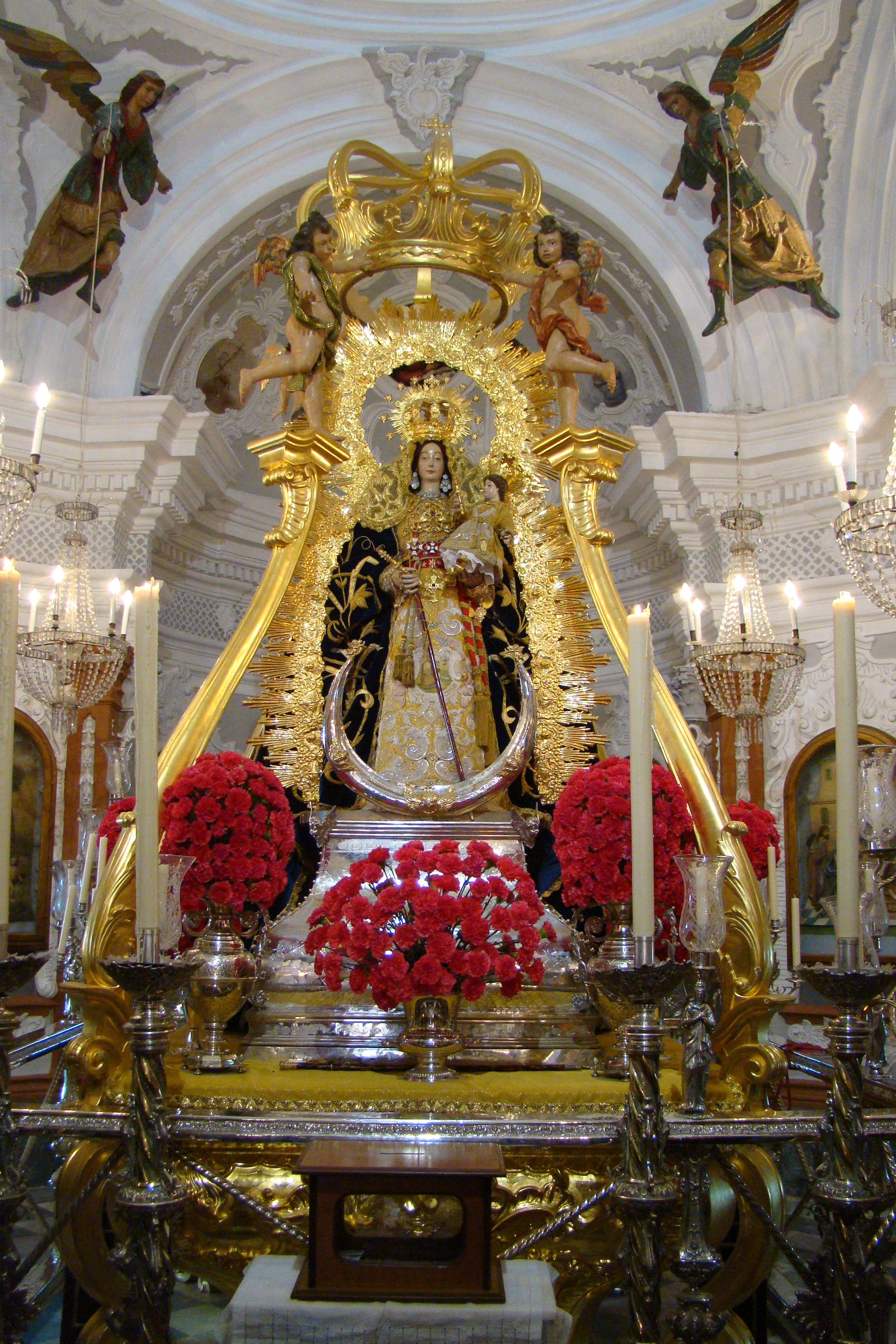
Virgen de los Remedios en su camarín
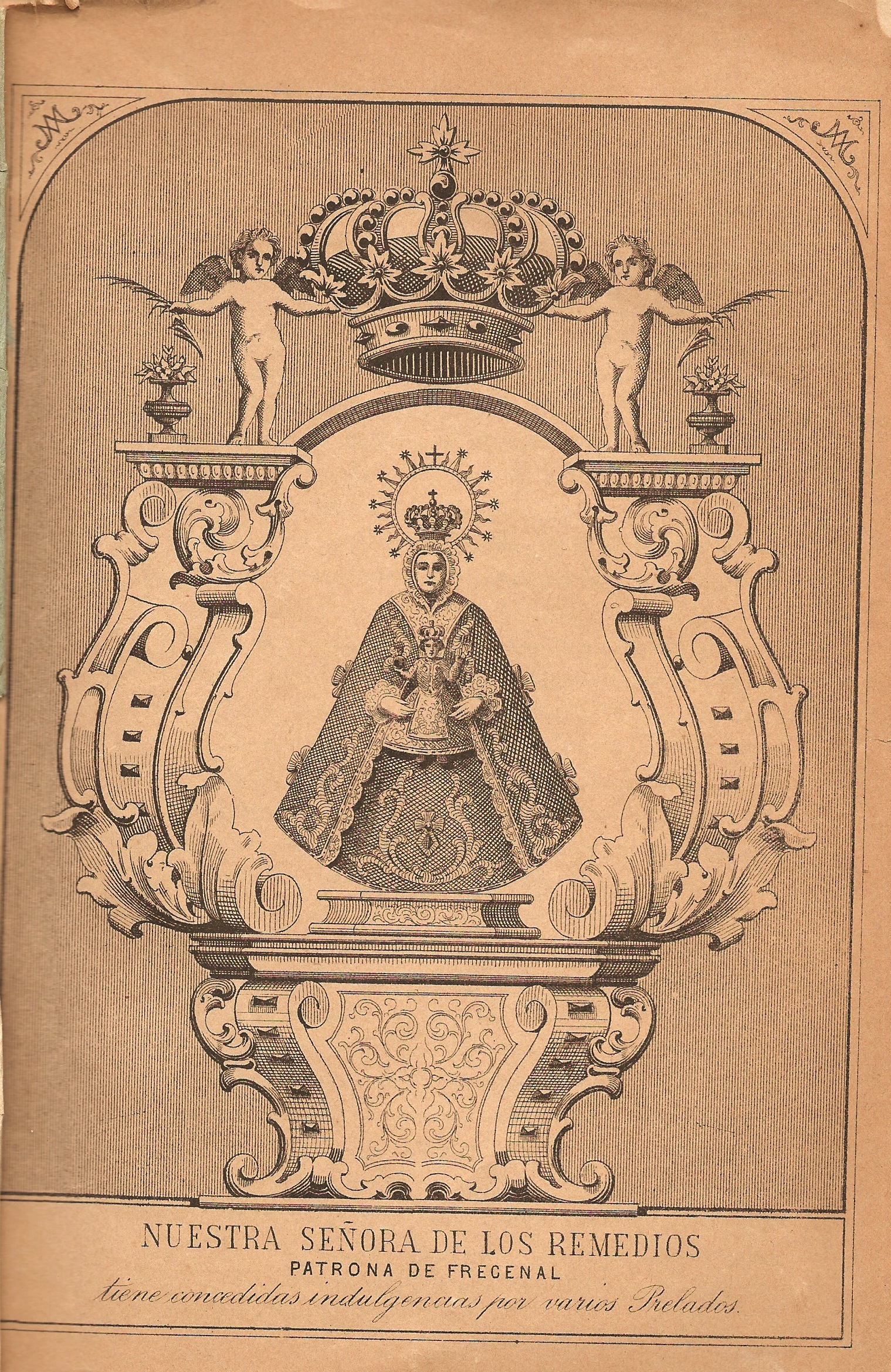
Grabado de la Virgen de los Remedios (1891)
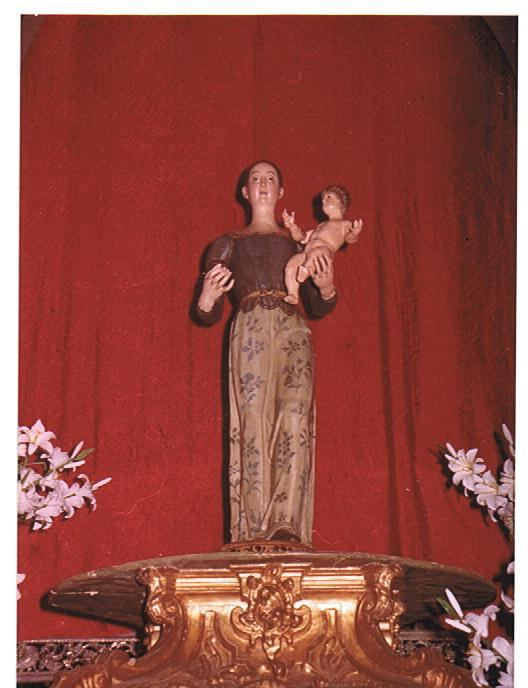
Virgen de los Remedios al desnudo (1981)

### Fiestas patronales de la Virgen Santa María de los Remedios

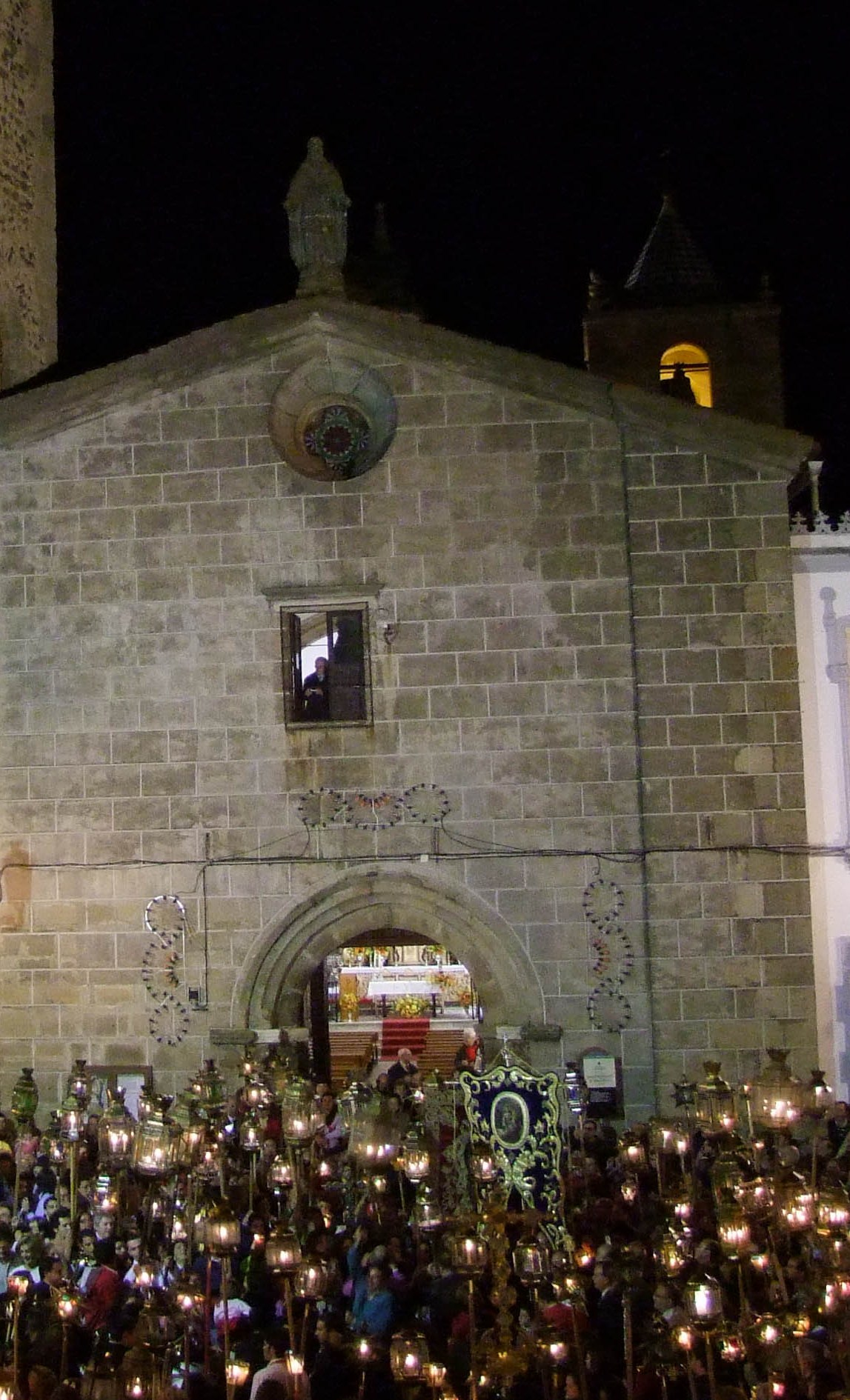
Apoteosis del Rosario del Domingo de Milagros

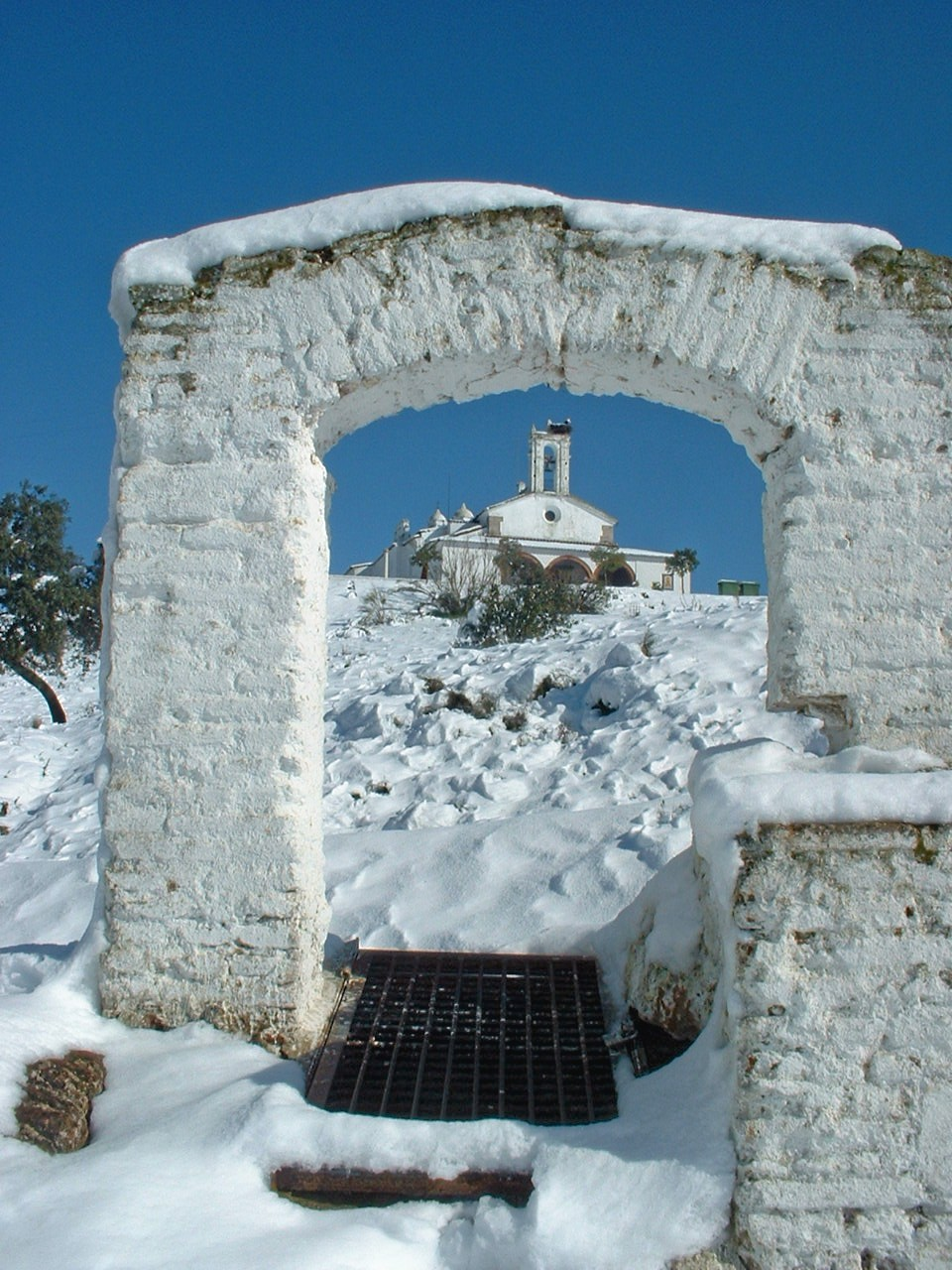
Pozo donde, según la leyenda, Nuestra Señora se apareció a un pastor frexnense

Las fiestas patronales en honor a Santa María de los Remedios, la patrona de Fregenal, se celebran cada año en la nombrada ciudad. Durante prácticamente una semana se alternan funciones llenas de solemnidad con el novenario, juntándose con las dos romerías o el multitudinario rosario del Domingo de Milagros. Se celebran estas fiestas la semana siguiente a la Semana Santa. También cada 25 años la Virgen recorre los 6 kilómetros que separan su santuario de Fregenal para celebrar el aniversario de su Coronación Canónica.

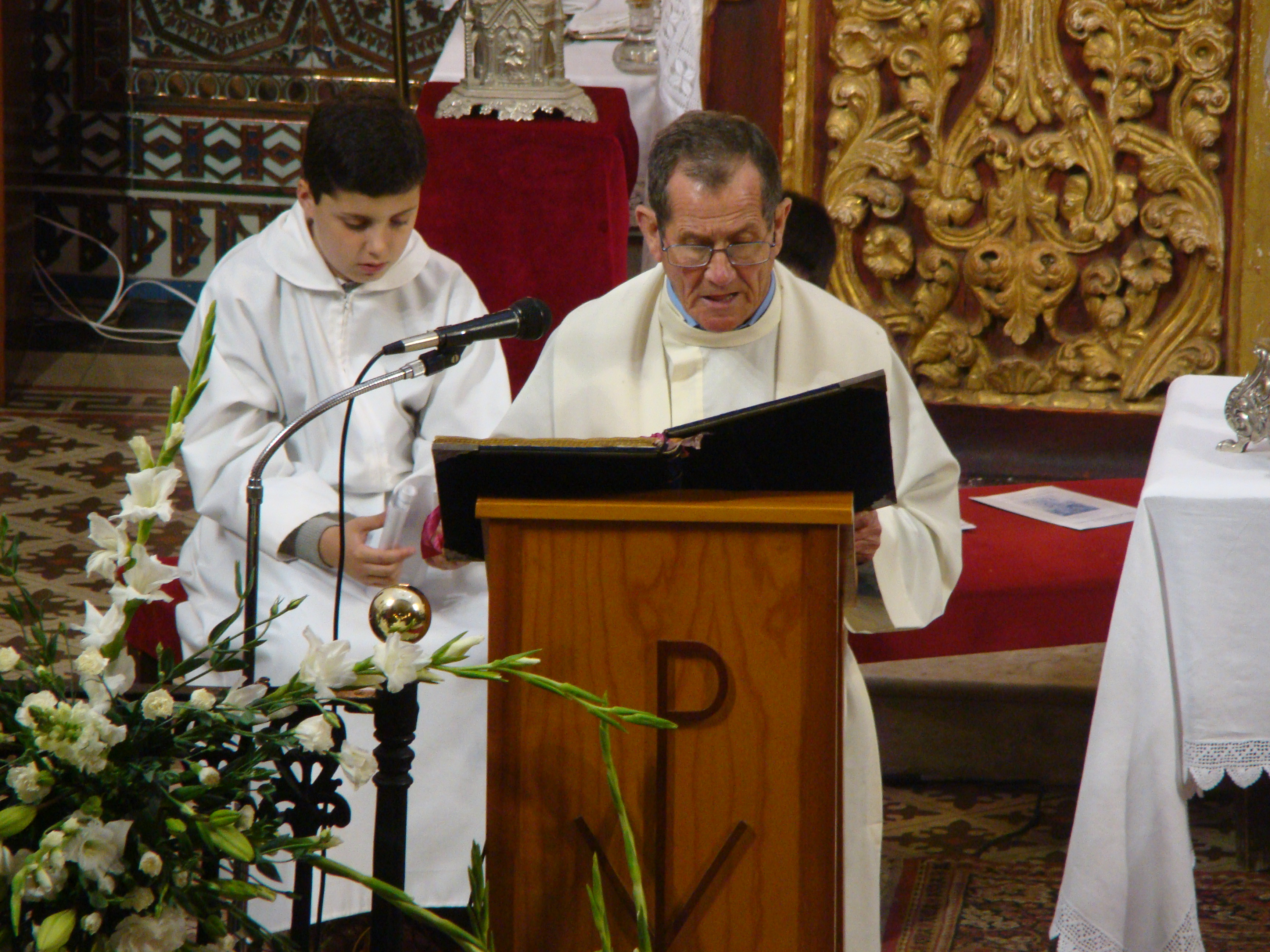
Lectura del voto en el Domingo de Milagros
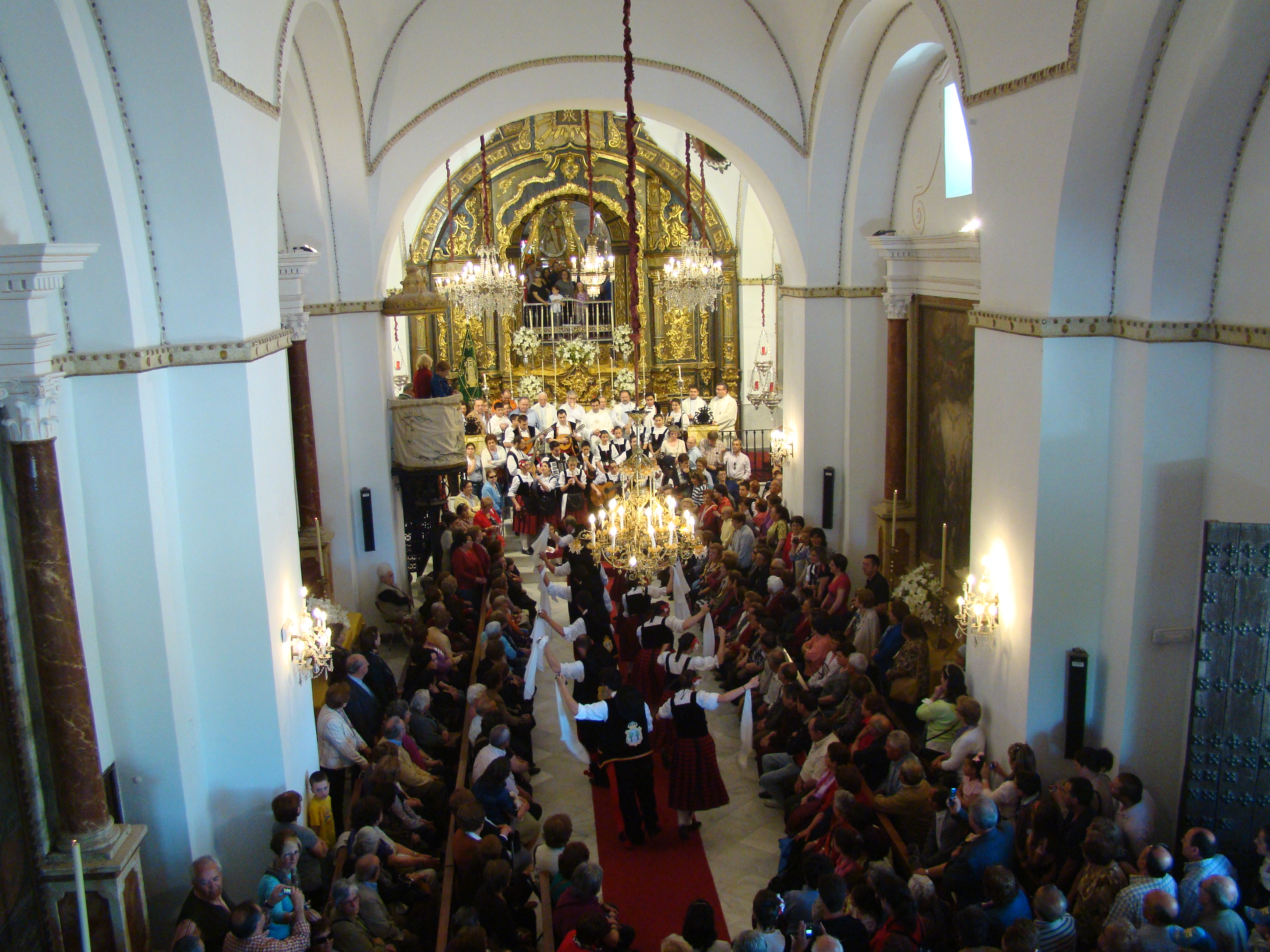
Los Jateros bailan ante la Virgen de los Remedios durante la romería
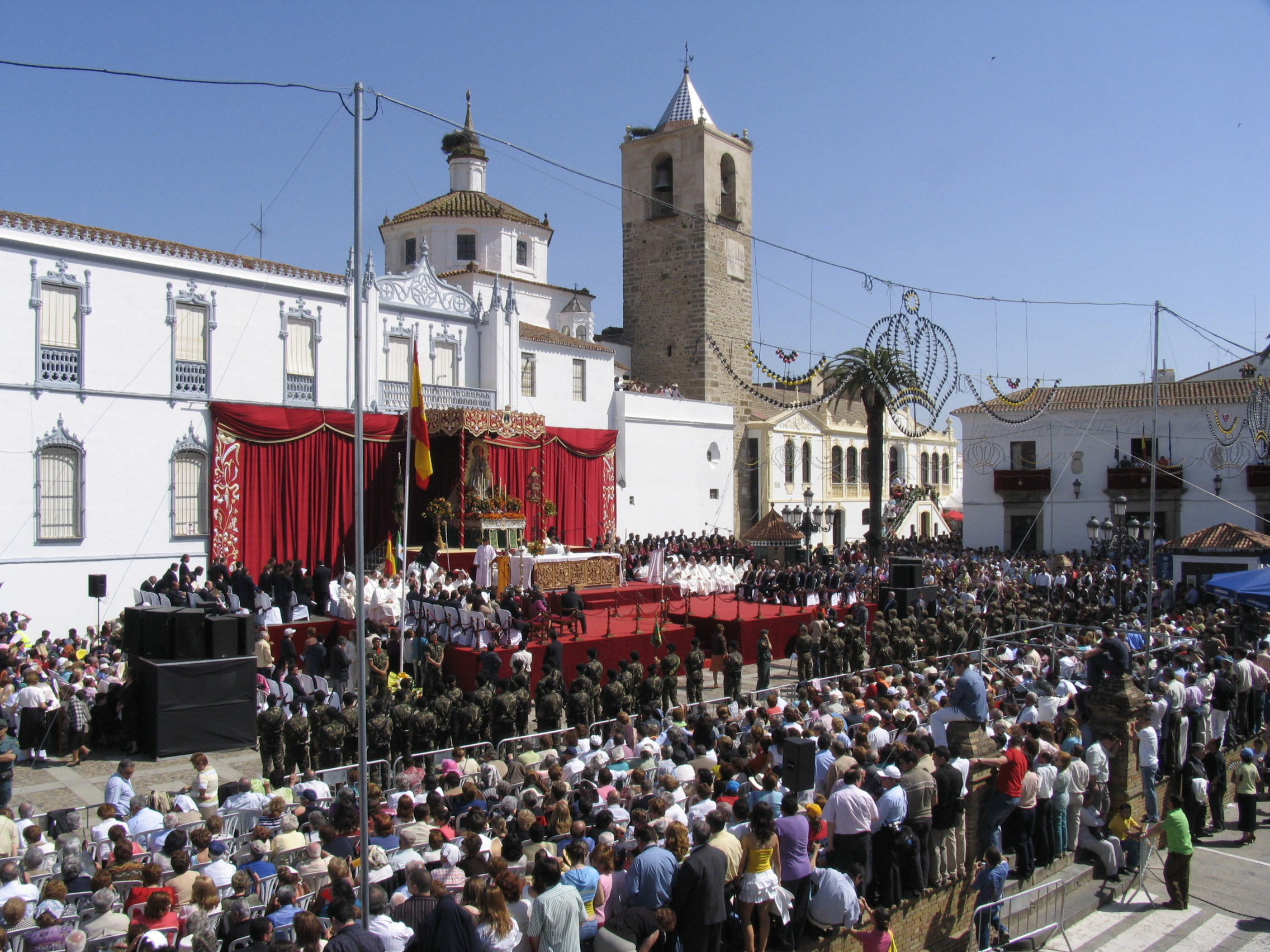
Función del día del Centenario de la Coronación en el Paseo de la Constitución-27 de abril de 2006

### Origen de la devoción
Dice la leyenda que siglos atrás estaba un pastor con sus ovejas en el campo junto al llamado Cerro del Rodeo. Este conocía un pozo situado en esta zona, así que decidió ir a por agua. Cual fue suya la sorpresa cuando vio una pequeña muñeca en el fondo. Consiguió sacarla para llevársela a su hija al pueblo, por lo que la metió en su zurrón. Al llegar a casa vio que la muñeca no estaba en el zurrón. Al día siguiente volvió de nuevo y encontró la muñeca en el pozo. Esta vez decidió guardarla en la manga de la camisa haciéndole un nudo por el agujero, pero esta vez no funcionaron los trucos del pastor. Otra vez se la encontró e hizo lo mismo que la otra vez, pero esta vez hizo dos nudos, uno arriba y otro abajo, aunque falló. Tres veces más ocurrió lo mismo, así que decidió ir a ver al cura del pueblo. Este averiguó que debía ser obra de la Virgen y se decidió edificar una ermita en lo más alto del Cerro del Rodeo, muy cerca del pozo.
Una vez empezaron a hacer la ermita, se dieron cuenta de que cada día encontraban destruido el doble de lo construido, debido a que aquel lugar no era del agrado de la Virgen. Así, fueron cambiando de lugar hasta encontrar aquel en el que aparecía construido el doble de lo que llevaba, señal de aprobación de la Virgen. Allí se encuentra aún hoy en día la ermita.

## Imagen de Nuestra Señora de los Remedios de Los Palacios y Villafranca (Sevilla)

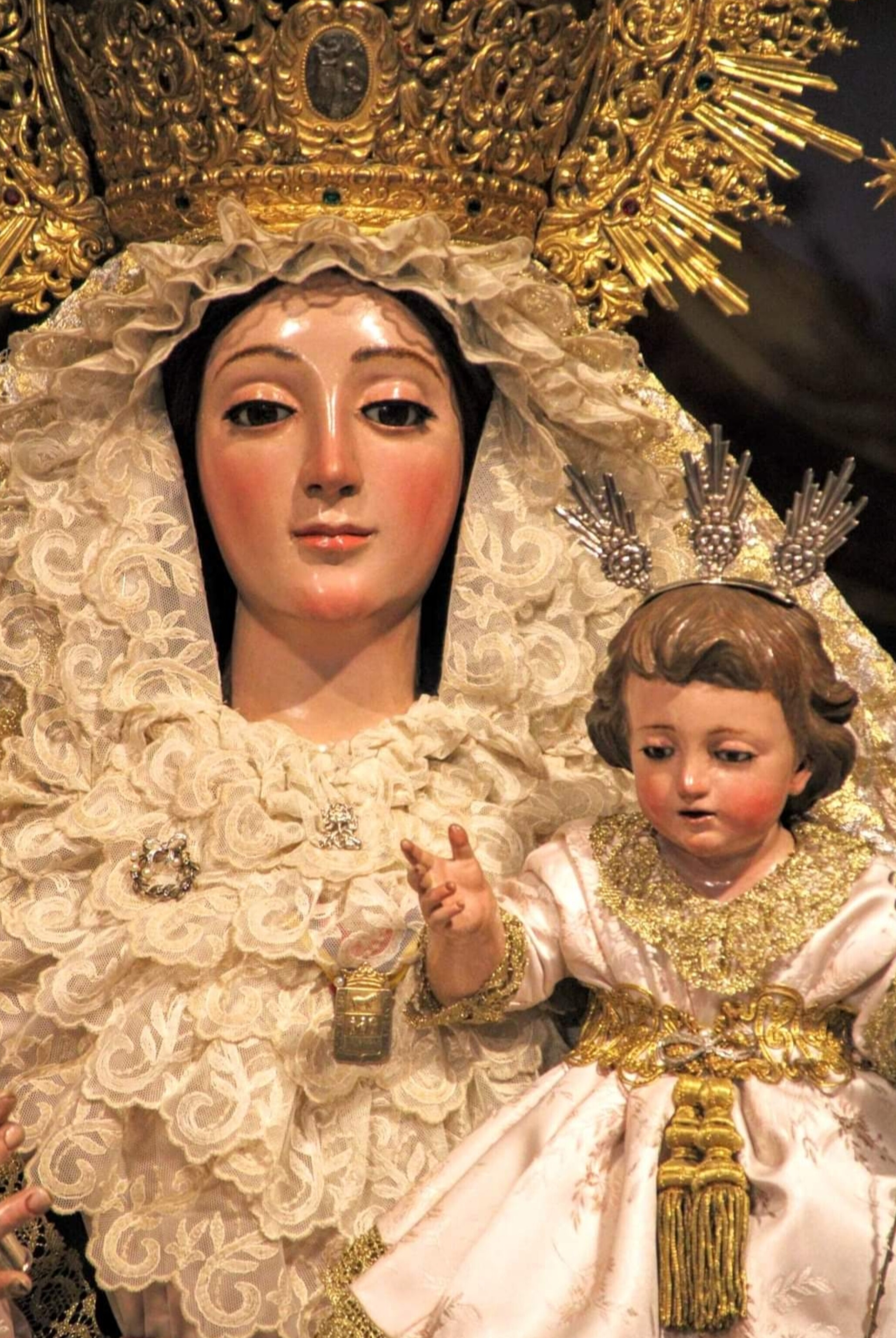
Virgen de los Remedios, Los Palacios y Villafranca (Sevilla).

María Santísima de los Remedios, es la Virgen más antigua y con mayor devoción del pueblo de Los Palacios y Villafranca (Sevilla). Obra anónima de inicios del siglo XVI, sus manos y Niño Jesús se atribuyen al escultor italiano Juan Bautista Petroni. Pertenece a la Hermandad de la Vera Cruz, ubicada en la actual Capilla de San Sebastián (Popularmente conocida como Ermita de Los Remedios).
La Hermandad procesiona en la tarde del Jueves Santo acompañada por más de 1000 nazarenos (es la mayor cofradía del pueblo con gran diferencia en número de hermanos) y en Rosario de la Aurora durante el mes de octubre.
Desde su origen, estuvo vinculada al pueblo más pobre de ambos, Villafranca de la Marisma. Siempre fue considerada su Protectora, sacándola durante siglos en procesiones de rogativas ante sequías o epidemias. Nunca llegó a ser Patrona de forma oficial, eclesiásticamente hablando, porque la población estuvo supeditada a los intereses del pueblo vecino más poderoso, Los Palacios.
Aun así, permanecen en el recuerdo testimonios del deseo de su pueblo por encomendarse a Ella, sucesos milagrosos y sobre su ermita, se cuenta que estaba inundada de exvotos y ofrendas, tales como: prótesis, trajes de novia...
El 22 de septiembre de 2002 recibió la Medalla de Oro de la Villa con motivo del V Centenario fundacional del pueblo de Villafranca de la Marisma.

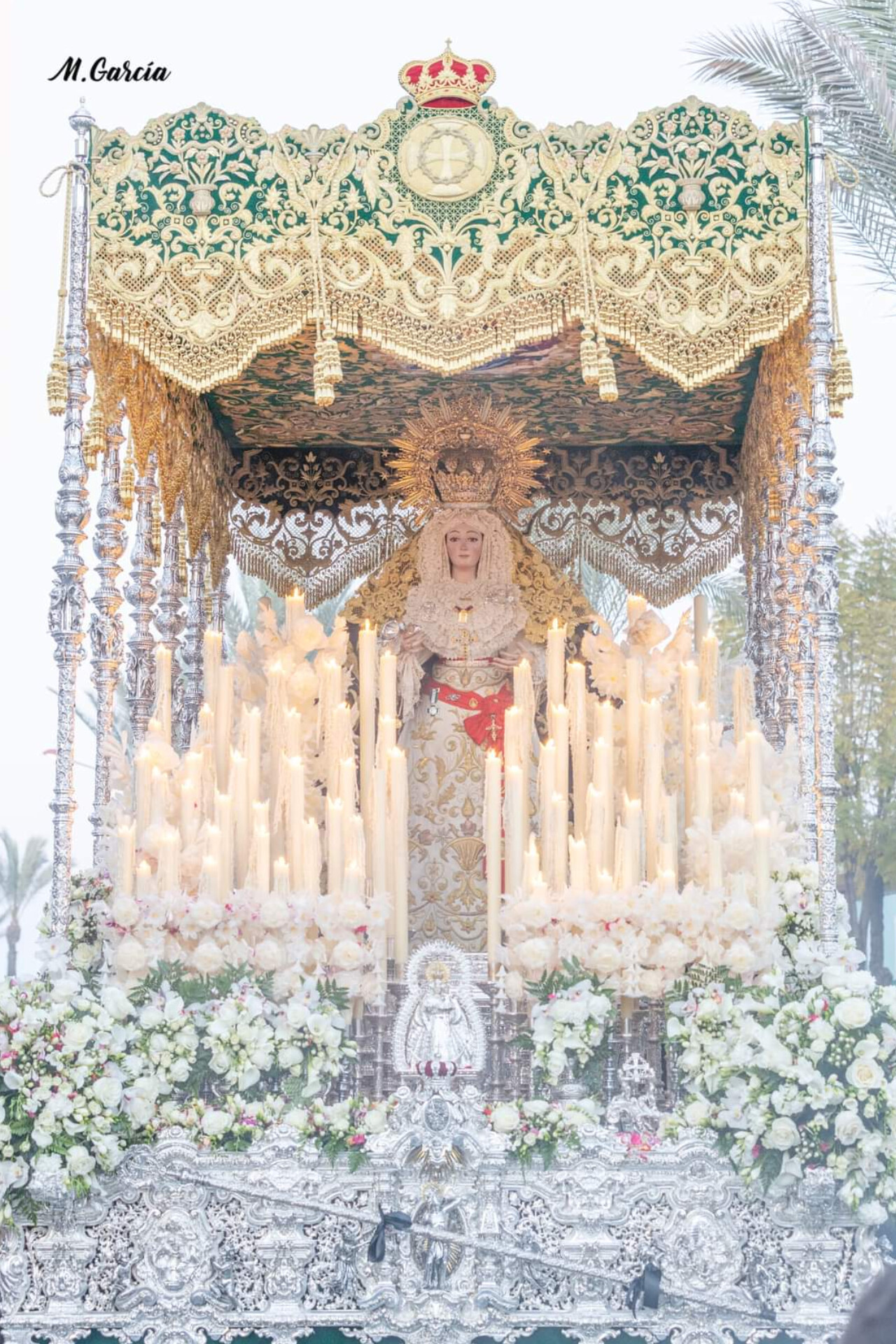
La Virgen de los Remedios en su paso de palio, Los Palacios y Villafranca (Sevilla).

El 17 de septiembre de 2016 protagonizó un Pontifical y Salida Extraordinaria por todo su pueblo con motivo del 450 Aniversario Fundacional de la Hermandad de la Vera Cruz.

### PATRIMONIO
-Juego en plata de corona y cetro del siglo XIX (Ráfaga y media luna perdidas).
-Palio iniciado por el Taller de bordados "Sucesores de Elena Caro" entre 1988 y 1993. Durante la pandemia de la Covid-19 (2021-22), sería remodelado y enriquecido por el Taller de bordados de Jesús Rosado.
-Actual corona de salida en plata sobredorada, sufragada por el Grupo Joven de la Hermandad, 1990.
-Manto de salida ejecutado por el Taller de bordados de la Hermandad de la Vera Cruz de Salteras, 1996.
-Actuales respiraderos realizado por el Taller de orfebrería de Ramón León, 2013.
-Toca de sobremanto bordada en oro, diseño de Rafael Rueda y ejecución de Jesús Rosado en 2020. Fue costeada por hermanos y devotos de todo el pueblo.

## Imagen de Nuestra Señora de los Remedios de San Juan (Bolívar, Cauca)

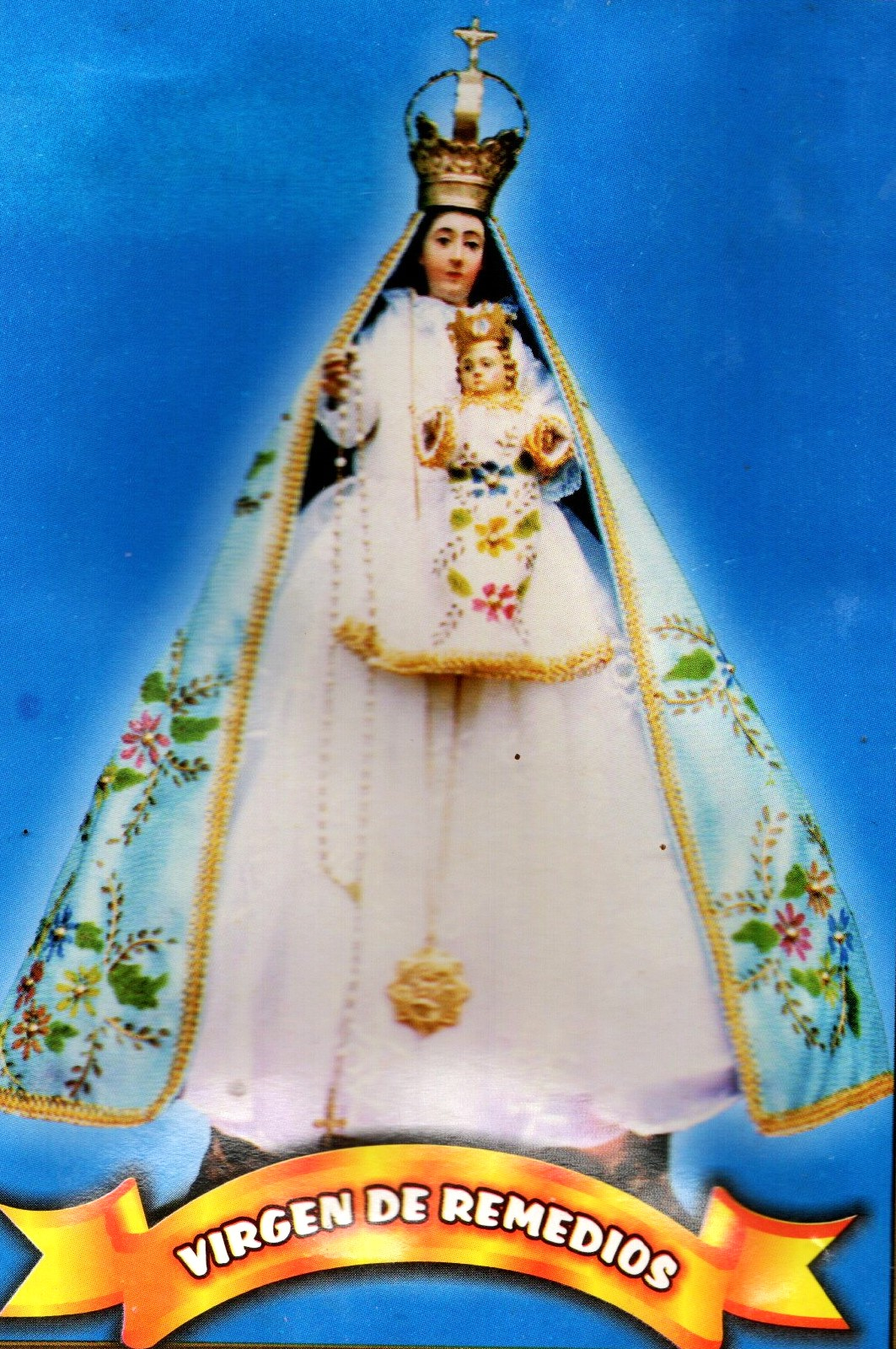
Imagen aparecida de Nuestra Señora de los Remedios de San Juan

Cuenta la leyenda de la tradición oral que hacia el año 1640 unos cazadores que habitaban en un caserío ubicado en las montañas circundantes del río Saraconcho, en la Provincia de Popayán, Virreinato del Perú, en la actual Colombia subieron a la montaña buscando animales para el sustento, internándose en el bosque.
Sorpresivamente se encontraron en lo profundo del bosque con dos pequeñas estatuas, una de la Santísima Virgen María con el Niño Jesús en sus brazos y a un lado otra de San Juan Bautista, dejadas allí muy posiblemente por los misioneros religiosos en tiempos de la Colonia en el proceso de evangelización a los indígenas de la región.
Según lo narrado de las versiones populares, las imágenes fueron llevadas al caserío de Placetillas, pero en las noches inexplicablemente desaparecían y regresaban al lugar de la aparición, donde eran encontradas nuevamente siendo trasladadas nuevamente al poblado. Como este suceso continuó ocurriendo en reiteradas ocasiones, se decidió construir una capilla sencilla de tapia, bahareque y paja en el mismo sitio.
Con la construcción de la capilla, se decidió también el traslado del caserío desde la zona de las Placetillas o Pueblo Viejo hasta los alrededores del primitivo templo edificado con materiales sencillos. Este primigenio pueblo que poco a poco se fue poblando con los devotos de la Virgen, igualmente a partir de los procesos migratorios dados por varias circunstancias, así se fundó el corregimiento de San Juan.
El 1 de septiembre, es el día de su solemne fiesta, en el que se suelen realizar eucaristías desde la mañana hasta la tarde en homenaje a la Virgen de los Remedios en su majestuoso santuario, con gran concurrencia de peregrinos del Cauca, Nariño, Huila y muchos otros lugares de Colombia e inclusive del Ecuador.

## Imagen de Nuestra Señora de los Remedios (Estepona, Málaga)
Los orígenes de la veneración a la Virgen María bajo la advocación de los Remedios en nuestro pueblo de Estepona se remonta al período histórico de la Reconquista. Y es a mediados del siglo XV, y más concretamente en 1456 cuando Estepona es arrasada y conquistada por el rey castellano, Enrique IV. 
Esta conquista es fruto de las sucesivas guerras fronterizas que tenían lugar entre el reino cristiano de Castilla y el reino nazarí de Granada. Tras la rendición de la plaza, por petición de don Juan Pacheco, Marqués de Villena se solicitó al rey el levantamiento y población de Estepona.
En el año 1474, tal como se indica en el “Libro Curioso de Noticias Para Futuro” del Cronista local Francisco José Fernández, dentro del Manuscrito 18127 de la Biblioteca Nacional de Madrid, el Rey Enrique IV manda a construir un fuerte bien guarnecido de Soldados e Infantería y caballería para custodia de dicha costa, y en virtud de dicha orden, se funda un fuerte capaz a modo de Castillo, y le llamaron Estepona, con su iglesia correspondiente que hoy día se encontraría situada en la céntrica plaza del Reloj, y en la que comenzaría la veneración a la advocación de los Remedios.
En esta misma época mencionado fuerte era sometido a continuos intentos de asaltos por parte de Tropas de moros pretendiendo hacerse presa de las mujeres, viejos y aún  niños, los que revestidos de valor cristiano hacían retirar a los Moros de las puertas, y los ahuyentaban pese al reducido número de aldeanos.
Otras veces echando a sus gentes tierra al pie de las murallas por esta a la lengua del mar situada, saliendo su corta guarnición dejando la defensa del Castillo a las Mujeres y chocando con los bárbaros experimentándose admirables prodigios de María Santísima de los Remedios, ya que con tan poca gente hacían embarcarse a los Moros con mucha perdida de ellos, y sin daño de los nuestros.
Tal fue el fervor a la Virgen de Los Remedios en Estepona, que existe constancia que ya en 1562, antes de cien años de la orden de construcción de la antigua iglesia, existía ya una cofradía en honor a Nuestra Señora, nombre con el cual era reconocida entre los esteponeros. (Tal como aparece en el AHN de Osuna leg. 1466 exp. 5 p.16v)
En el año 1755, se produce un gran terremoto en el día de los Santos, quedando en estado de ruina la antigua iglesia de los Remedios, la Parroquia se trasladó a su actual ubicación (1771), lo que fue convento de San Francisco (actual Parroquia Santa María de los Remedios), donde la Virgen de los Remedios compartirá devoción y titularidad con la Virgen del Rosario, en un principio y con San Juan más tarde, comenzando en ese mismo año a celebrarse fiestas  de Moros y Cristianos y Fiestas de Iglesia a la Virgen de los Remedios.
Ya en 1804, tal y como reflejan las Actas Capitulares del 23 de septiembre (Libro 1052 del Archivo Histórico Municipal de Estepona), el Supremo Consejo de Castilla, manda implorar  la Divina Misericordia Y Piedad, el socorro en las actuales calamidades que sufre el reino a la Stma Virgen de los Remedios, para alivio de los pobres, presos y desfavorecidos. Iniciando una Solemne Función a Nuestra Señora De Los Remedios, Patrona de esta Villa el 30 de noviembre, con sermón y rogativas, para implorar la Divina Misericordia a través de Nuestra Patrona, sacando en Procesión de Penitencia a la Santísima Virgen, para que las epidemias y hambre fueran remediadas.
En Las Actas Capitulares de 1823 (Libro 1.056 del Archivo Histórico Municipal de Estepona) comprobamos como el pueblo de Estepona juró fidelidad al rey Fernando VII, bajo el amparo de su Patrona, La Virgen de los Remedios.
A las fiestas de moros y cristianos iniciadas en 1775 se da continuidad hasta el año 1833, año en que la princesa de Asturias Doña María Isabel Luisa de Borbón Jura en la Catedral de San Isidro de Madrid, por falta de barón y en la Iglesia de los Remedios de Estepona 10 de julio de 1833 se realizan celebraciones en conmemoración de la misma, constando de actos religiosos además de bailes y fiestas y moros y cristianos.
Cabe destacar, que la antigua imagen era la Patrona y Alcaldesa Perpetua de la Villa, tal y como reflejan las Actas Plenarias del Ayuntamiento de Estepona y que en la sesión plenaria de fecha 15 de junio de 1907 (Libro 1.087 del Archivo Histórico Municipal de Estepona), se aprueba el Programa de Fiestas del pueblo, del 23 al 29 de junio, y la Corporación la dedica en honor a su Excelsa Patrona, la Virgen de los Remedios, estableciendo en el programa de actos a celebrar, una Solemne función Religiosa a las 10 de la mañana del día 25 de junio del mismo año en la cual se volvía a pedir en las plegarias por la Familia Real, puesto que dicha vinculación con la Casa Real venía de años atrás.
En 1936 y con motivo de la cada vez mayor sentimiento anticlerical de la población española, la iglesia de los Remedios termina siendo pasto  de las llamas de la corriente marxista, y con ello todo el patrimonio histórico de la misma, junto al cual desaparece la imagen de nuestra Sagrada Titular. (Archivo Histórico Provincial de Málaga, Serie Orden Público del Gobierno Civil)
Tal y como comprobamos en las Actas Capitulares 1941 (Libro 1.107 del Archivo Histórico Municipal de Estepona), se aprueba la adquisición de una nueva Imagen de nuestra Señora de los Remedios, Patrona de nuestro pueblo, sin que podamos constatar que se llegara a realizar, por motivos desconocidos.
Dos años más tarde se aprueba la moción de la alcaldía presidencia, proponiendo declarar para los años sucesivos, 8 de septiembre como Fiesta Local en honor a la Stma. Virgen de los Remedios. (Tal como reflejan las actas Capitulares del 8 de septiembre de 1943 Libro 1.110 del Archivo Histórico Municipal de Estepona)
En el período de 1943 a 1993, y tras diversas eventualidades y contingencias, desde hace muchos años, la Parroquia más antigua de esta hermosa villa, carecía de la Imagen Titular, inos han tenido la dicha de conocerla y por tanto hoy en día aún la recuerdan, otros sin embargo, hoy en día no hemos llegado a conocer. Eran muchos los que preguntaban poor Ella, porque no se explicaban como siendo la Titular de ese Templo, y que siempre ha ido unida a la Parroquia, no estuviese con nosotros, y con la creación de la misma, en el año 1993, fue recuperada una de las tradiciones más antiguas con la que cuenta el pueblo de Estepona, Nuestra Señora Santa María de los Remedios, la vecina más antigua y piadosa de esta villa, tal y como la conocen los abuelos de Estepona, la cual lleva 536 años de historia entre nosotros.
En 1993, se encarga la actual talla de la Virgen de los Remedios al escultor sevillano D. Francisco Limón Parra, y se bendice el 5 de diciembre de 1993.
Su primer hermano mayor fue D. José Lozano Ferreiro.
En 2006 D. Tomás Infantes Guillén fue hermano mayor hasta 2010, periodo en el que D. Francisco Javier Torres Jiménez asumió dicha responsabilidad hasta 2018.
Desde 2018 hasta 2023 este cargo lo asumio D.Miguel A. Tapia López, fecha en la que se produjo un cambio de hermano mayor, recayendo esta responsabilidad en D. Juan Carlos García Infantes
En 2011, SS.MM. Los Reyes de España aceptan la petición de ser Hermanos Mayores Honorarios de la Hermandad que lleva su nombre, y S.M. la Reina ostenta el cargo de Camarera Mayor de la Virgen.
En 2013, el Ilmo. Ayuntamiento de Estepona le condecora con la medalla de oro de Estepona.
En 2015, se la condecora con la encomienda y placa de la Real Orden de San Hermenegildo por ser su advocación Capitana General de las Fuerzas Armadas.
En 2018, se le otorga el título de "Real Hermandad" a la Hermandad que la lleva como titular
Ese mismo año, el Excmo. Ayuntamiento de Estepona, en sesión plenaria acuerda otorgar e la Virgen de los Remedios, el título de "Advocación Protectora Perpetua" de Estepona, coincidiendo con eñ XXV Aniversario del regreso a Su Casa, ya que hablar de REMEDIOS es hablar de Estepona 
En 2020 la Hermandad aprueba en Cabildo Ordinario la adquisición de la ráfaga para la Sagrada Titular,dicha ráfaga es donada por un centenar de hermanos de la Hermandad, ese mismo año se firma el contrato con la orfebrería Montenegro, en 2021 es presentada y bendecida por el Rdo D. José Carlos Huete Arquero, director espiritual de la Hermandad. 
En 2022 la Virgen de los Remedios procesiona por primera vez con la Ráfaga llamada, "Ráfaga de los fieles"
Su festividad se celebra el 15 de agosto

## Imagen de Nuestra Señora Virgen de los Remedios de Ocaña (Toledo)

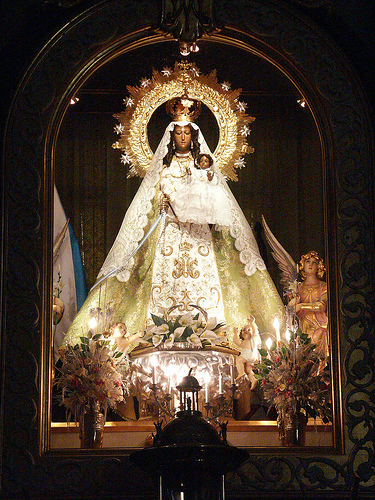
Nuestra Señora Virgen de los Remedios de Ocaña (Toledo).

Nuestra Señora Virgen de los Remedios es la patrona de Ocaña, Toledo. Es una imagen de vestir de color moreno, al igual que el Niño Jesús que sostiene en su mano izquierda. La imagen, muy parecida a la que fue destruida por las milicias marxistas el 10 de noviembre de 1936, fue tallada en los Talleres Arana, en la ciudad de Zaragoza el año 1939, una vez finalizada la contienda civil. Actualmente, se puede venerar en la capilla que lleva su nombre en la iglesia parroquial de San Juan Bautista de la ciudad toledana.
El 8 de septiembre de 1955 en la Iglesia Parroquial de San Juan Bautista, el gobernador civil y jefe provincial del movimiento, conde de Espoz y Mina, implantó la insignia de Alcaldesa de Honor a la imagen de la Virgen de los Remedios.
Desde que fue coronada canónicamente el 11 de junio de 1961, el Ayuntamiento de Ocaña junto con la Hermandad de la Virgen celebran todos los años, en la fecha más cercana al día 11 de junio, una fiesta en su honor que radica en la celebración de una solemne Eucaristía, canto de varios himnos, entre los que cabe destacar el Himno de la Coronación, la Salve Rociera adaptada a la Patrona de Ocaña y el Himno de la Virgen de los Remedios de Ocaña. A esta fiesta asiste el Ayuntamiento y Hermandad, así como un protocolo oficial, entre los que se encuentran todos los presidentes de las hermandades de la Semana Santa de Ocaña, y como no, una representación de los Soldados de la Virgen. El 8 de junio de 1986 se conmemoran las bodas de plata de la Coronación de Nuestra Señora de los Remedios y el 11 de junio de 2011 las Bodas de Oro.
Todos los años, el Ayuntamiento de Ocaña conmemora las fiestas patronales en honor de la Virgen de los Remedios, que abarcan desde el día 7 al 11 de septiembre. Dentro de estas fiestas, el 8 de septiembre de 1990 fue nombrada Hija Predilecta de Ocaña, donde se la impuso la medalla de oro y esmalte según acuerdo plenario del Ayuntamiento.

## Imagen de la Virgen de los Remedios de Chiclana de la Frontera (Cádiz)
Nuestra Señora de los Remedios es también Patrona de la ciudad de Chiclana de la Frontera. Fue encontrada en el siglo XVI en un lugar conocido como los Palmaretes. Según la tradición, un pastor encontró en este lugar, guiado por una luz, una pequeña imagen de la Virgen, llevándola al convento de los Agustinos Ermitaños (hoy Agustinos Recoletos). Posteriormente estos religiosos se trasladaron a la iglesia de San Telmo, donde recibe culto.
La pequeña imagen de Nuestra Señora de los Remedios tiene la peculiaridad de no llevar Niño Jesús como otras imágenes de igual nombre. Recibe esta advocación por la relación que los gobernantes de la ciudad, en el año 1738, creyeron advertir entre el comienzo de las lluvias, después de una larga sequía, y unas rogatorias realizadas. Entre esto y otros motivos hizo que la devoción creciera por la zona hasta que Su Santidad el Papa Benedicto XV la proclamó Patrona Principal de Chiclana. Procesiona cada 8 de septiembre por las calles del centro de la ciudad.

## Imagen de la Virgen de los Remedios de La Laguna (Tenerife)

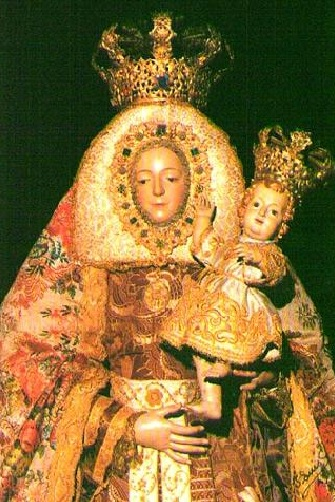
Virgen de los Remedios de San Cristóbal de La Laguna (Tenerife).

Nuestra Señora la Virgen de los Remedios, Patrona de la diócesis de Tenerife, de Tenerife y de ciudad de San Cristóbal de La Laguna y advocación mariana a la cual está consagrada la catedral. Existe cierta controversia en torno al origen de la talla. Se cree que, probablemente, la imagen de la Virgen de los Remedios (de autor anónimo) es una de las muchas que abandonaron los altares durante el siglo XVI, debido, bien a la reforma protestante en Alemania (promovida por Martín Lutero), bien (y con más probabilidad) como consecuencia de la reforma auspiciada por Enrique VIII en Inglaterra de la que nacería la Iglesia Anglicana, que acabaría asumiendo la iconoclastia propugnada por el calvinismo. Por esta razón, para algunos investigadores su origen se sitúa en el norte de Europa, teoría apoyada por el historiador lagunero Julio Torres, quien apoya la hipótesis en las características sajonas del rostro de la Virgen. Sin embargo, otros sitúan su origen en la ciudad hispalense de Sevilla, mientras que algunos otros investigadores señalan un origen netamente tinerfeño de la imagen, e incluso se la ha catalogado como la primera obra de arte sacro realizada en Tenerife.
Originalmente la imagen era una representación de la Virgen María en la Expectación del parto, por lo cual el niño Jesús que actualmente porta fue añadido con posterioridad. La imagen viste ricos mantos y se encuentra en un trono de baldaquino de plata, con el sol de ráfagas y la media luna a sus pies y su festividad se celebra el 8 de septiembre. Fue coronada canónicamente en la víspera de su festividad, el 7 de septiembre de 1997.

## Imagen de Nuestra Señora de los Remedios de Los Realejos (Tenerife)

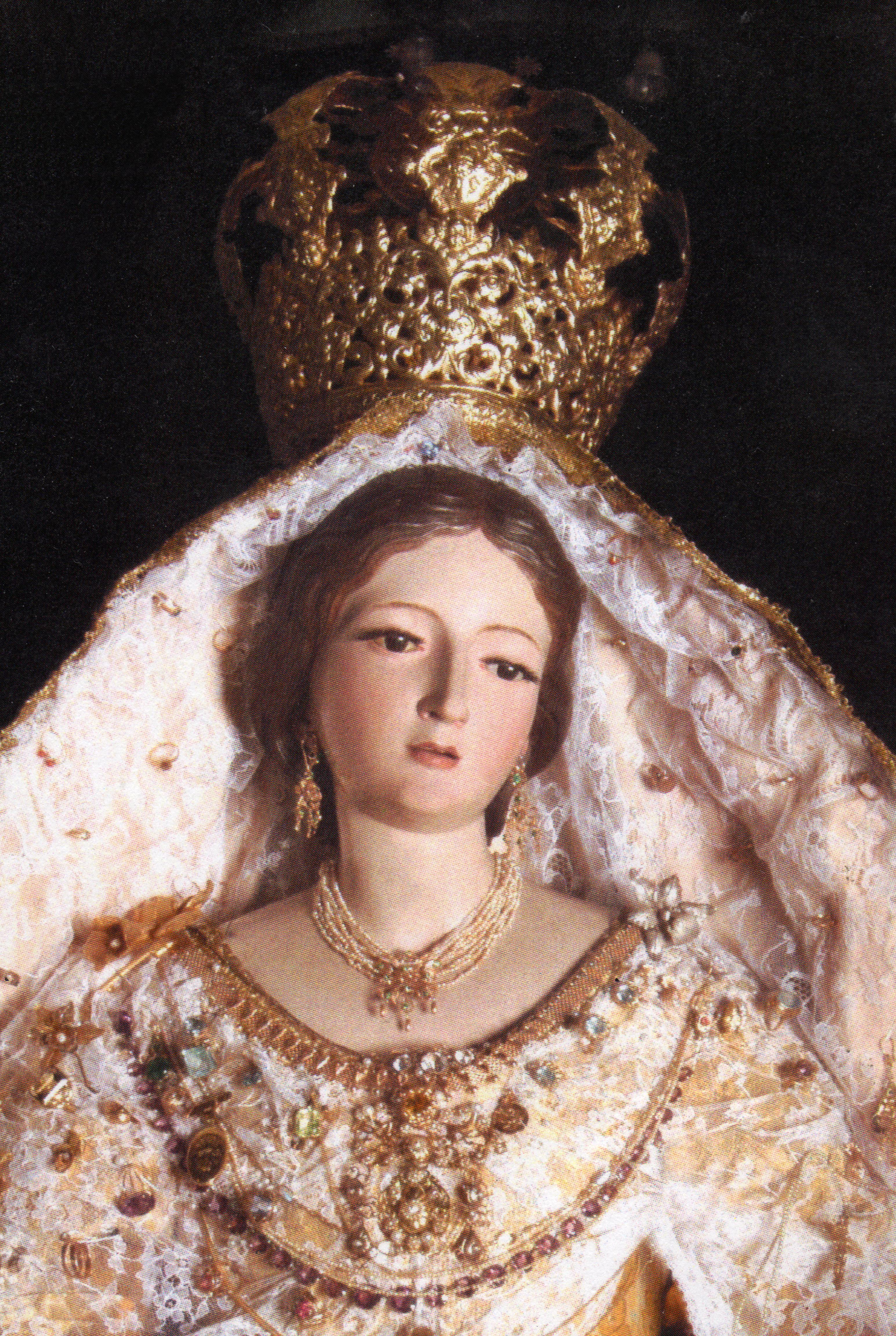
Nuestra Señora de los Remedios (1817) Parroquia Matriz del Apóstol Santiago. Los Realejos (Tenerife).

Parroquia Matriz del Apóstol Santiago, Villa de Los Realejos, obra del escultor orotavense Fernando Estévez (1817)
Copatrona, junto al Apóstol Santiago, del extinto municipio de Realejo de Arriba.
Esta Imagen de la Virgen procesiona dos veces al año. La primera, lo hace el lunes que sigue a la celebración, dentro de las llamadas Fiestas de Mayo, de la Romería Regional de San Isidro, la cual tiene lugar el último domingo del mes de mayo.
La otra, y como reminiscencias de las lucidas fiestas que, en honor a la Virgen de Los Remedios se celebraban en el Realejo Alto en el mes de septiembre, lo hace el día de la celebración litúrgica de la Natividad de la Virgen, el 8 de septiembre.
Hay que decir, que si bien la Imagen de la Virgen es obra del escultor Fernando Estévez, la del Niño Jesús, posiblemente perteneciera a la primitiva Imagen de Los Remedios que recibiera culto en este mismo Templo Parroquial desde el siglo XVI.

## Imagen de la Virgen de los Remedios de Aljaraque (Huelva)

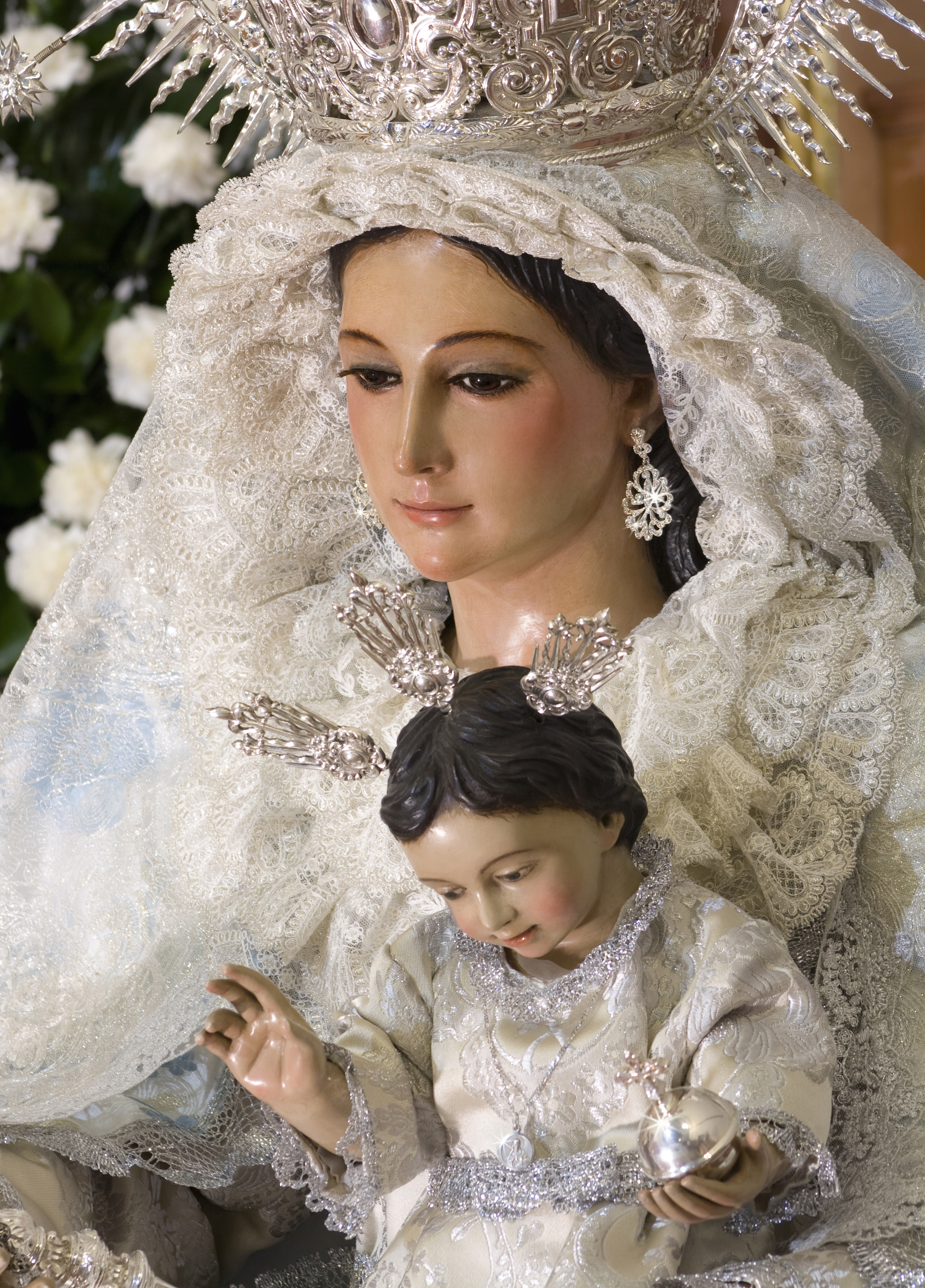
Nuestra Señora de los Remedios de Aljaraque. Huelva.

La Virgen de los Remedios es patrona de Aljaraque y titular de la parroquia del mismo desde el siglo XVI. La antigua imagen desapareció en un incendio en 1936 durante la guerra civil.
La nueva imagen de la Virgen fue tallada por el imaginero Antonio León Ortega en el año 1951, desde entonces vuelve a presidir el altar mayor de la parroquia de Aljaraque, despertando considerablemente la devoción de los vecinos de la localidad y de cuantos visitantes se acercan a contemplarla.
La romería que desde el año 1955 se celebra en Aljaraque en honor a su patrona, reúne todos los elementos necesarios, que la hacen merecedora de ser considera una de las mejores romerías de la provincia de Huelva. Se celebra desde el viernes hasta el domingo de la Santísima Trinidad, una semana justo después de Pentecostés, y son miles de personas las que asisten a este evento cada año en un paraje de pinos de una belleza incomparable, además de contar con la segunda ermita más grande de Huelva, solo superada por la del Rocío. La Virgen aparece con atuendos de Divina Pastora en una carroza de plata tirada por bueyes y también portada a hombros por sus costaleros. Digna de destacar son la ofrenda de flores el último día de la novena, y la entrada de la comitiva romera al recinto, así mismo la puja del “Clavel” reúne gran cantidad de personas, se trata de la subasta del ramo de flores que la Virgen a portado durante toda la romería y que da opción al Mayordomo, personaje de honor de esta fiesta.
La Virgen, aparte de su anual romería, cuenta con las fiestas patronales de agosto en la que La Señora es sacada en una procesión solemne, ataviada de Reina en la tarde del 15 de agosto, día de la Asunción de María a los cielos.
Por último el día 8 de diciembre, Solemnidad de la Inmaculada Concepción, se celebra solemne eucaristía y posterior besamanos a la venerada Patrona

## Imagen de la Virgen de los Remedios de Arroyomolinos de León (Huelva)

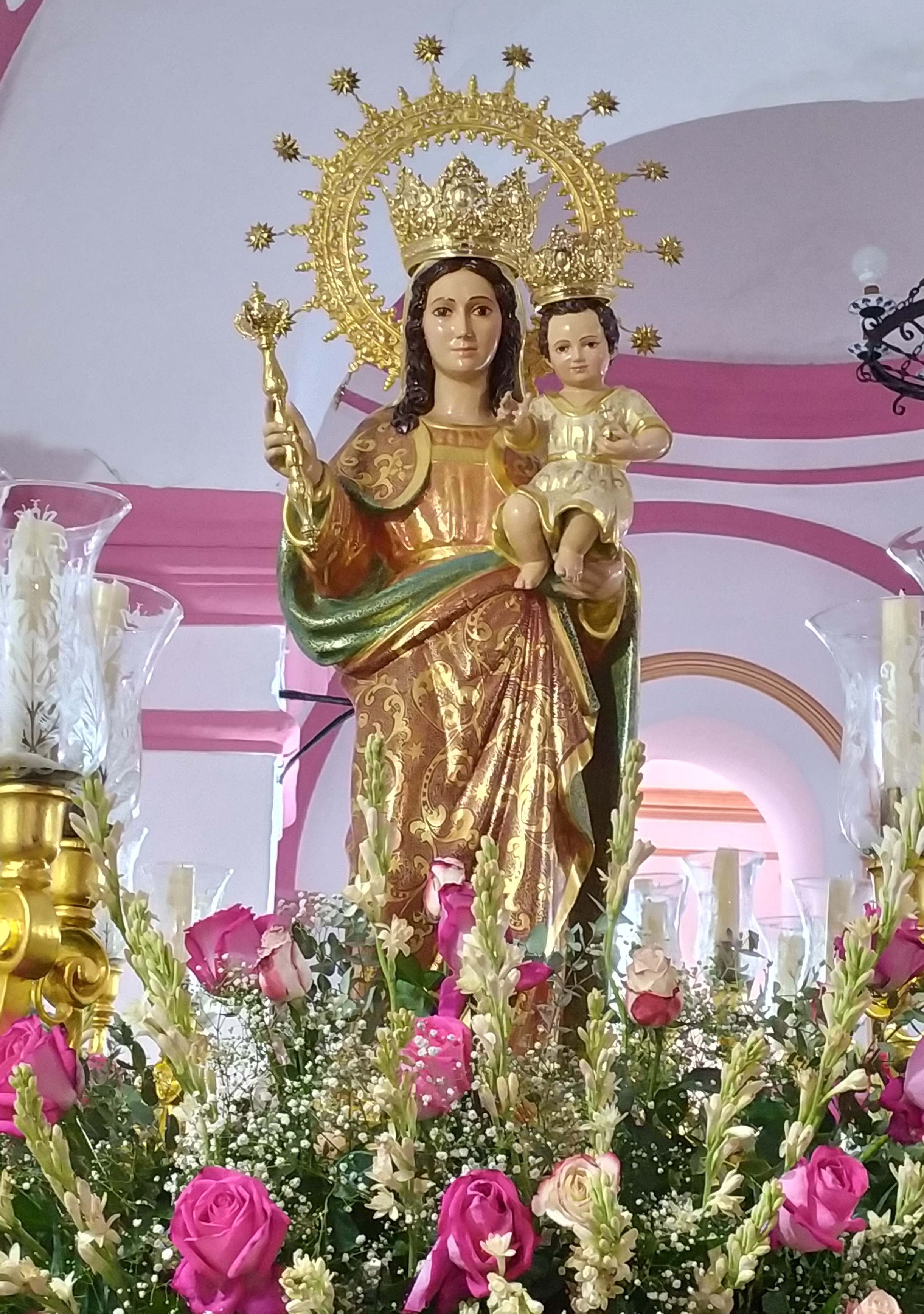
Virgen de los Remedios de Arroyomolinos de León

Nuestra Señora la Virgen de los Remedios es la patrona de Arroyomolinos de León, en la provincia de Huelva.
Se trata de una imagen realizada por Agustín Sánchez Cid en 1939, restaurada por Antonio León Ortega en 1968 y por Antonio Comas en 2023.
Es la imagen titular de la ermita que lleva su nombre, ubicada dentro del término municipal. El templo es una reconstrucción hecha alrededor del año 1.700 de un edificio más antiguo, al que se le añadió después el camarín de la cabecera, donde se encuentra la Virgen.
En su honor se celebra una romería, cada tercer domingo de mayo, y la feria y fiestas patronales, del 15 al 18 de agosto. 

## Imagen de la Virgen de los Remedios de La Roda y Fuensanta (Albacete)

### Romería
La Virgen está todo el año en la iglesia de Fuensanta, antiguo monasterio trinitario, menos tres semanas. Al domingo siguiente de San Gregorio (9 de mayo, aunque puede variar poniendo la fecha más cercana en un domingo) se realiza la primera romería, que consiste en llevar a la Virgen de los Remedios desde Fuensanta hasta La Roda. En La Roda se celebran algunos actos conmemorativos a la Virgen. Tres semanas después se realiza la segunda romería, que consiste en llevar a la Virgen desde La Roda hasta Fuensanta, dónde ese día es fiesta.

### Leyenda
Estaban en el campo un hombre y un niño trabajando, pararon un rato y le dijo al niño que fuera a por agua. Pero el niño volvió sin agua, decía que no había. Entonces, le volvió a mandar. Cuando llegó al lugar, el niño vio una imagen, la aparición de la Virgen de los Remedios, ella hizo que apareciera agua. Cuando el niño volvió donde estaba el hombre, le contó todo lo ocurrido.
Como el hombre no se lo creyó, fue y al llegar la vio. Se sorprendió tanto que tiró el bastón con tan mala suerte que le dio en la mejilla, de ahí su cardenal.

## Imagen de la Virgen de los Remedios Vélez-Málaga (Málaga)
La antigua imagen de Nuestra Señora de los Remedios fue traída en 1592 desde la capital granadina a la Ciudad de Vélez-Málaga por Dª María Calderón y ubicada en el oratorio particular de la casa del alférez D. Francisco de Toledo, su hermano. Sin embargo, los numerosos milagros atribuidos a la imagen produjeron que hubiera de ser expuesta al culto público. Uno de los promotores de su pública veneración fue el Padre Vedmar, beneficiado de la Iglesia Parroquial del Señor San Juan Bautista de Vélez-Málaga.
Durante la construcción de su ermita en el cerro de San Cristóbal, atalaya de la población, la imagen gozó de culto público en la Iglesia del Real Convento de Santiago, de la orden franciscana, según nos cuentan las crónicas locales. Aunque se tienen datos de la existencia de su ermita en 1622, su bendición no se produciría hasta el 20 de agosto de 1640. Objeto de posteriores modificaciones arquitectónicas, el Santuario de la Virgen de los Remedios es una bella muestra del arte religioso del siglo XVII. Mención especial requiere el camarín donde se ubica la Sagrada Imagen, atribuido a Martín de Aldehuela.
Han sido numerosas las rogativas que el pueblo veleño le ha rendido a esta imagen de María Santísima, y numerosas también las gracias recibidas por su intercesión, consecuencia de lo cual el 10 de febrero de 1701 la Ciudad la nombra su Patrona y protectora.
La antigua imagen fue destruida, al igual que gran parte de la imaginería devocional de Vélez-Málaga, en los sucesos de 1936.El icono actual es una réplica de la anterior debida a la gubia del imaginero malagueño afincado en Granada D. José Navas-parejo Pérez.
El 12 de mayo de 1956 el Consistorio en Pleno acuerda nombrarla Alcaldesa Honoraria Perpetua de Vélez-Málaga. Así el 20 de mayo de ese mismo año se le hizo entrega de la Medalla de la Corporación y de la Vara de Mando a la par que era coronada por primera vez de forma litúrgica, con una presea de plata y pedrería, labrada por suscripción popular. Es en estas fechas de donde arranca la petición de la Ciudad de la coronación canónica de su Patrona, hecho que no se produjo hasta el 11 de mayo de 2002, en el solemne Pontifical que el Obispo de Málaga, D. Antonio Dorado Soto, ofició en la Plaza de las Carmelitas, centro neurálgico de la Ciudad.

## Imagen de Nuestra Señora de los Remedios de Cabra (Córdoba)

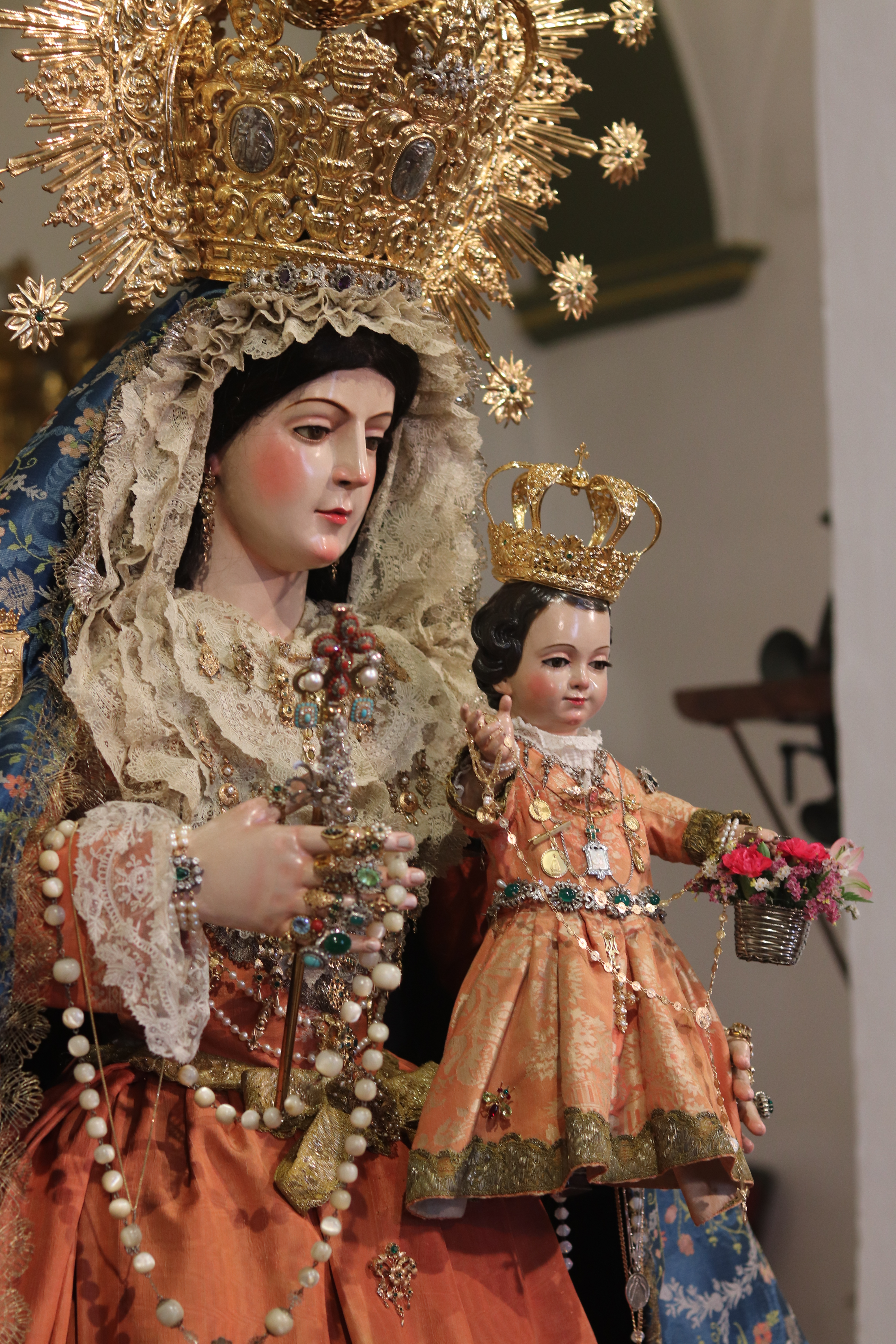
Imagen de la Virgen de los Remedios de Cabra. Solemne Besamanos de mayo.

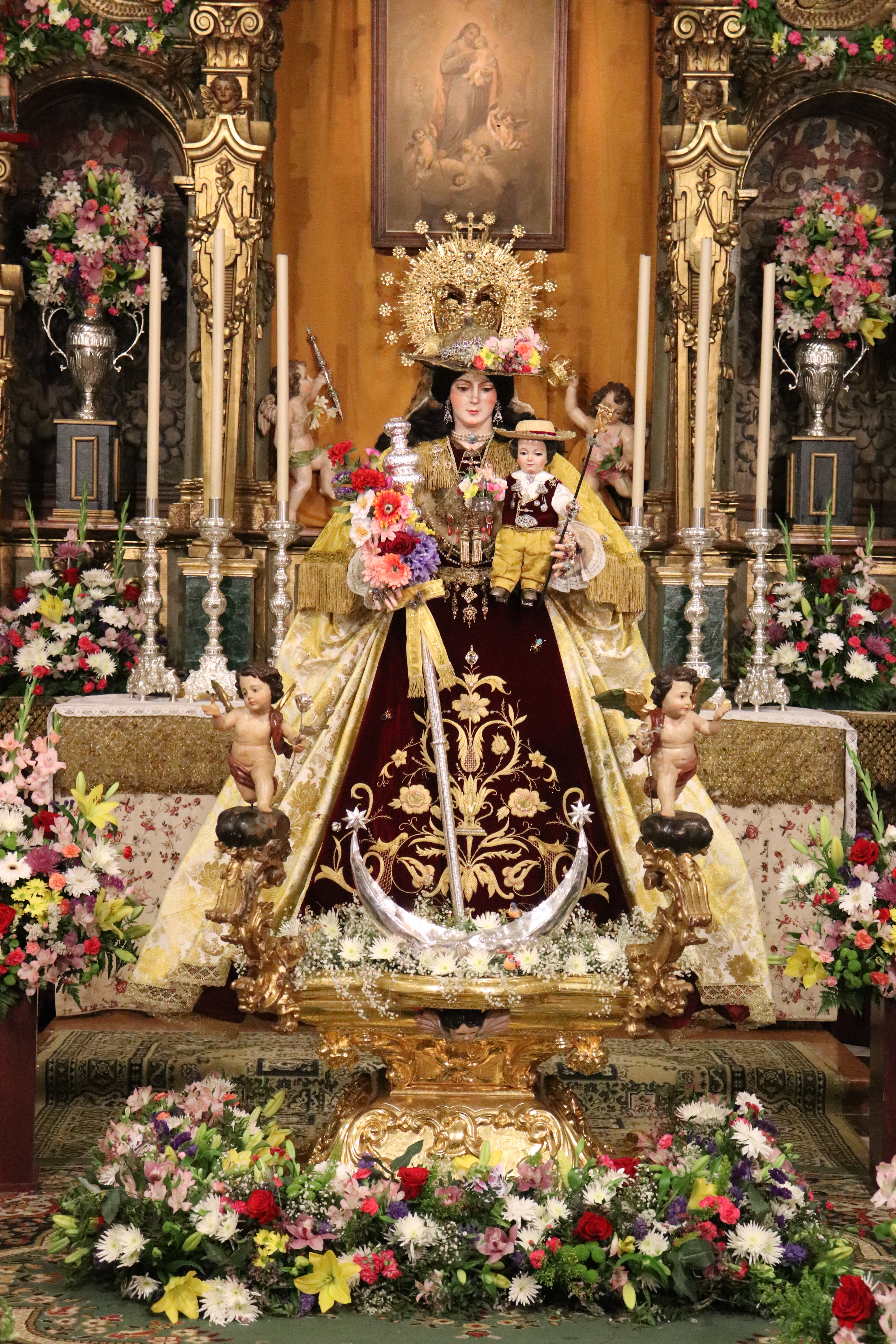
Exaltación del año 2021. Nuestra Señora de los Remedios ataviada de Pastora.

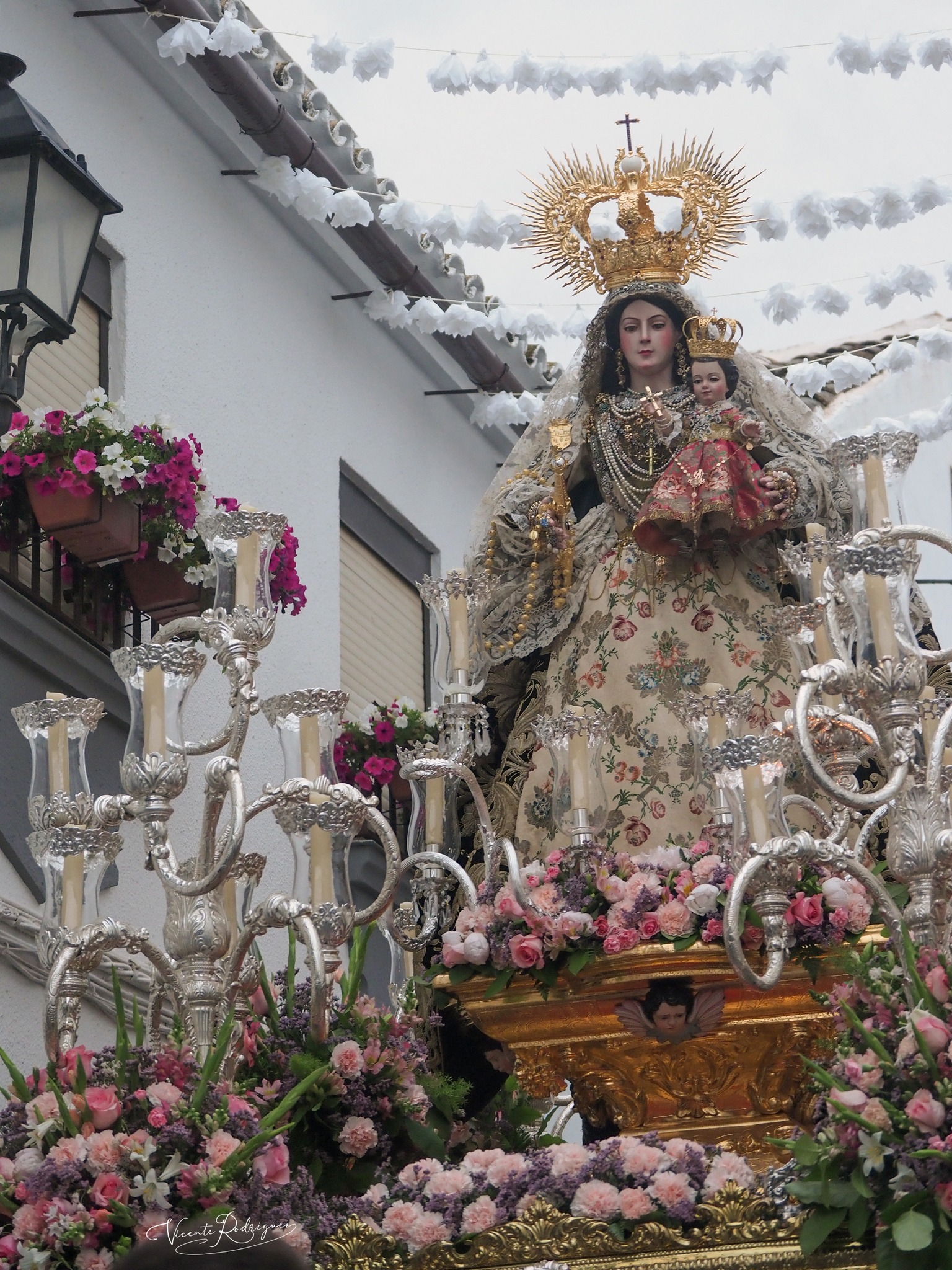
Salida Extraordinaria de la Virgen de los Remedio de Cabra por el 500 Aniversario Fundacional de la Archicofradía de la Vera Cruz. 21 de mayo de 2023.

Aunque la advocación de los Remedios tiene una fuerte vinculación con la Orden trinitaria el origen de la devoción a esta bendita imagen en Cabra nada tiene que ver con dicha Orden, dado que la misma jamás tuvo establecimiento alguno ni en la antigua villa de Cabra ni tan siquiera en los alrededores.

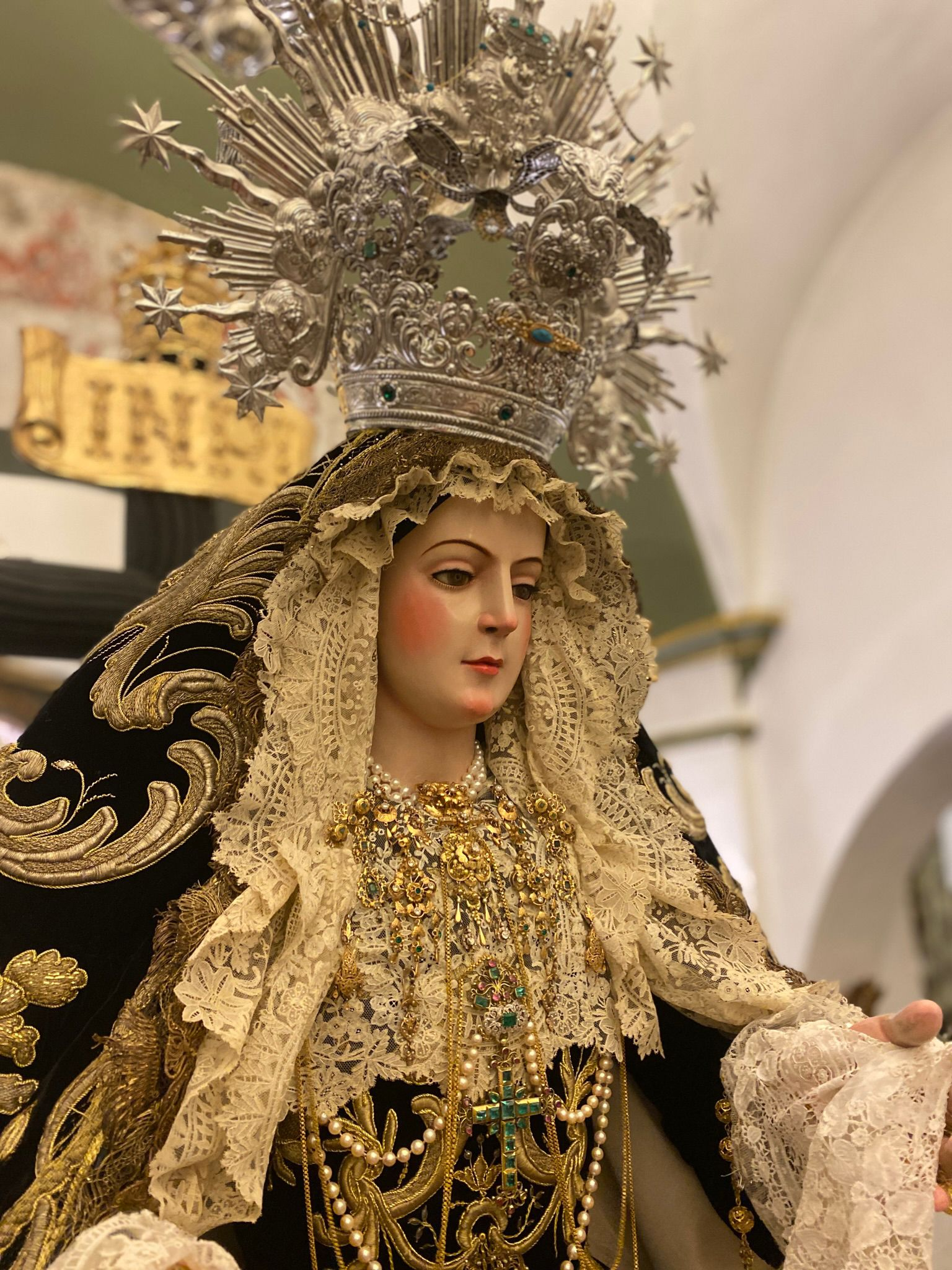
Jueves Santo de 2023. La Virgen luce su manto de procesión, estrenado el Jueves Santo de 1800, así como diversas joyas de su fabuloso joyero.

La imagen de la Virgen de los Remedios de Cabra es muy venerada en la localidad y su origen es desconocido, pudiendo arrancar en la Baja Edad Media. A partir del primer tercio del siglo XVI la Archicofradía de la Vera Cruz, fundada en 1522 con un fuerte espíritu penitencial toma a la Virgen de los Remedios como su titular mariana y dentro de la misma la Virgen de los Remedios siempre fue y sigue siendo a día de hoy su titular más preciada.
Hay constancia de que la primitiva imagen de la Virgen fue sustituida a lo largo del siglo XVII por otra nueva que fue traída en los mismos años en que se renovaron varias imágenes en la localidad como la de Nuestra Señora de la Soledad o Jesús Preso. Aquella segunda imagen fue profundamente restaurada en la ciudad de Granada durante el reinado de Carlos III y es la que ha llegado hasta nuestros días. La Virgen de los Remedios de Cabra a través de los tiempos posee una característica muy especial, es que siendo una imagen de gloria, con un niño Jesús entre sus brazos, en determinadas épocas del año (especialmente Cuaresma y Semana Santa) es presentada a los fieles como imagen dolorosa, es procesionada en Semana Santa sin el niño y vestida de luto situada al pie de la cruz vacía, pendiendo de esta un sudario.
El principal acto de culto público que Nuestra Señora de los Remedios recibe en Cabra (Córdoba) cada año es la procesión o estación de penitencia del Jueves Santo. Para la procesión de Semana Santa tiene un rico ajuar donde sin duda destaca el riquísimo manto de procesión, joya del bordado barroco que fue realizado a partir de 1797 por el taller del Monasterio de Nuestra Señora de las Angustias, de la Orden de Agustinas Recoletas, de Cabra (Córdoba). Dicho Manto lo estrenó la Virgen el Jueves Santo de 1800.
De principios del siglo XVIII es la peana sobre la cual descansa la imagen, tallada con anterioridad a 1729 por el escultor local José Jiménez de Valenzuela. Importantísima también es su cruz pectoral, cruz donada por Don Cristóbal de Luque y Hariza a su muerte en 1807 la piedad popular y la leyenda incluso llegaron a atribuir a los antiguos obispos de Egabro esta singular joya que cada Jueves Santo la Virgen luce en su pecho. En su cortejo procesional además se complementa con alguna de sus coronas de salida, una de 1966, la otra de 1997 en plata de ley bañada en oro, regalo que la Archicofradía hizo a la Virgen con motivo de su 475 aniversario fundacional y otra de 2012 regalo de su Hermano Mayor D. Juan Jurado y hecha rememorando otra del siglo XVIII desaparecida en la primera mitad del siglo XX; también se complementa con otras joyas y rosarios fruto de las donaciones de sus muchos devotos.
En siglos pasados la Archicofradía de la Vera Cruz era la única que hacía su procesión el Jueves Santo, dicha Archicofradía estaba formada por multitud de ramos o hermandades que contemplaban cada una un pasaje distinto de la pasión de Cristo y daban veneración a sus respectivas imágenes, todas ellas dentro las Reglas de la matriz con aprobación eclesiástica y sus propios estatutos particulares, aprobados por acuerdo de los hermanos elevado a, escritura pública, esa procesión era cerrada y presidida por la imagen de María Santísima de los Remedios.
Se dice que en otro tiempo la piedad popular tuvo a la Santísima Virgen de los Remedios como Copatrona de la ciudad, pero de ello lo único que ha llegado a nuestros días ha sido la tradición oral de los más mayores, no habiendo hasta el momento escritos que lo avalen, si es cierto que la Virgen contaba con un cariño muy especial por parte de los habitantes de la antigua villa de Cabra, siendo muchas personas las que dejaban legados testamentarios a favor de la Virgen de los Remedios, llegando a contar la Archicofradía a inicios del siglo XIX con gran cantidad de casas, fincas rústicas y huertas... todo ello claro está se perdió con las llamadas desamortizaciones, que se dieron en España a partir de 1835.
A partir de esa fecha el mantenimiento de la Archicofradía de la Vera Cruz y de la devoción a María Santísima de los Remedios fue potenciado por varias familias destacando sobremanera la familia de D. Francisco Alguacil y sus descendientes, sus sobrinos D Salvador Cubero Alguacil, D. José María González Carrera, Hermano Mayor que rigió los destinos de la misma en buena parte de la segunda mitad del siglo XIX intentando por todos los medios que el culto en el santuario se mantuviera y que la devoción a la Virgen y a su rosario siguiera vivo cada domingo en dicho templo.
Con la muerte de Pepe Carrera, como era conocido fue su sobrino D. Antonio González Carrera el que siguió en el encargo de fomentar y mantener el culto a la Santísima Virgen, apoyado por su devota madre, Doña Antonia Carrera, hermana de José María. Durante ese largo tiempo la cofradía fue ganando en austeridad y perdiendo paulatinamente hermanos, llegando a ser una cofradía netamente familiar, en la cual sus escasos componentes ponían todo su empeño en que la que fuera gran devoción egabrense no cayera en el olvido, para ello Don Antonio González contó también con el apoyo de sus hijas, Pilar, Emilia, Antonia y Aurelia y sus familias.
Estos tiempos más austeros, coincidentes con una época decadente en la propia historia de la ciudad trajeron consigo la pérdida paulatina de buena parte del extenso patrimonio mueble de la Archicofradía, enseres, mantos, paso,..., se fueron envejeciendo sin posibilidad de reposición digna a tan antiquísima devoción, en conjunto se produjo una lenta pero paulatina decadencia que tocó fondo en 1964 fecha en la que no habiendo persona que quisiera ser Hermano Mayor y pudiera hacerse cargo de la Archicofradía esta fue cedida o integrada, como las otras Antiguas Cofradías importantes de la ciudad de Cabra en un gremio profesional o institución pública, las que habían sido más humildes simplemente por esa época dejaron de procesionar hasta que nuevamente hubo hermanos que se hicieron cargo. La de Nuestra Señora de los Remedios recayó en el Centro de Formación Profesional Felipe Solís, cuyo personal y alumnado lo hicieron con el compromiso del mantenimiento del culto y devoción a la Virgen y de su Procesión anual en Semana Santa.
Poco a poco con el trabajo y el cariño del personal de este centro la Antigua Archicofradía fue remontando aquella profunda crisis, y volviendo a recuperar el cariño de los vecinos de la ciudad.
La Virgen de los Remedios de Cabra que se veneró siempre en la ermita de San Juan Bautista, la cual llegó a denominarse a raíz de las obras de reconstrucción que llevó a cabo la Archicofradía en la primera mitad del siglo XVIII Santuario de María Santísima de los Remedios y San Juan Bautista, en ella ocupa el espléndido camarín del altar mayor, verdadera joya del barroco egabrense.
A lo largo de la historia varios pontífices otorgaron bulas con privilegios para los hermanos de esta Archicofradía, los más conocidos son el vivae oráculo vocis de Paulo III en 1536 o la Bula de Inocencio XIII en 1696, también Clemente XIV otorgó gracias para los hermanos vivos y difuntos y el Beato Fray Diego José de Cádiz otorgó indulgencias a todos los fieles que orasen ante la imagen del Cristo de la Sangre y demás imágenes.
Tras treinta años de vinculación directa con el Instituto de Formación Profesional por haber sido sus hermanos mayores Directores o personal del mismo tras las elecciones de 1995 el hermano Mayor elegido era persona ajena a este centro educativo, decayendo ya totalmente a nivel institución cualquier vinculación aunque sí que sigue incluso hoy día habiendo hermanos que tienen relación con el centro.
En la actualidad la Archicofradía aparte de a la Virgen de los Remedios da culto al Santísimo Cristo de la Sangre, Jesús de las Penas, a la Santa Cruz y a San Juan Bautista, con cultos especiales para cada imagen a lo largo del año, pero sin duda la más venerada y la que más actos de culto recibe es la Virgen.
Aunque fue una práctica paralela al origen mismo de la Archicofradía, con sus naturales altibajos producidos por el paso del tiempo desde 1995 de forma ininterrumpida se celebra todos los jueves del Año el Santo Rosario, acto destacable puesto que es el único día de la semana que su iglesia se abre al culto, aparte hay otros cultos como el dos de febrero, la festividad de la Candelaria, los cultos cuaresmales, el Jueves Santo o el primer fin de semana de mayo que tienen lugar la celebración de la fiesta de la Santa Cruz y la procesión gloriosa de la Virgen también a lo largo de todo el mes tienen lugar el Santo rosario y mes de María, la exaltación a la Virgen que viene haciéndose ininterrumpidamente cada año en el mes de mayo desde 1996, la ofrenda de flores y el besamanos que originariamente solemnizaba la finalización del mes dedicado a la Virgen y en la actualidad se celebra la tercera semana de mayo.

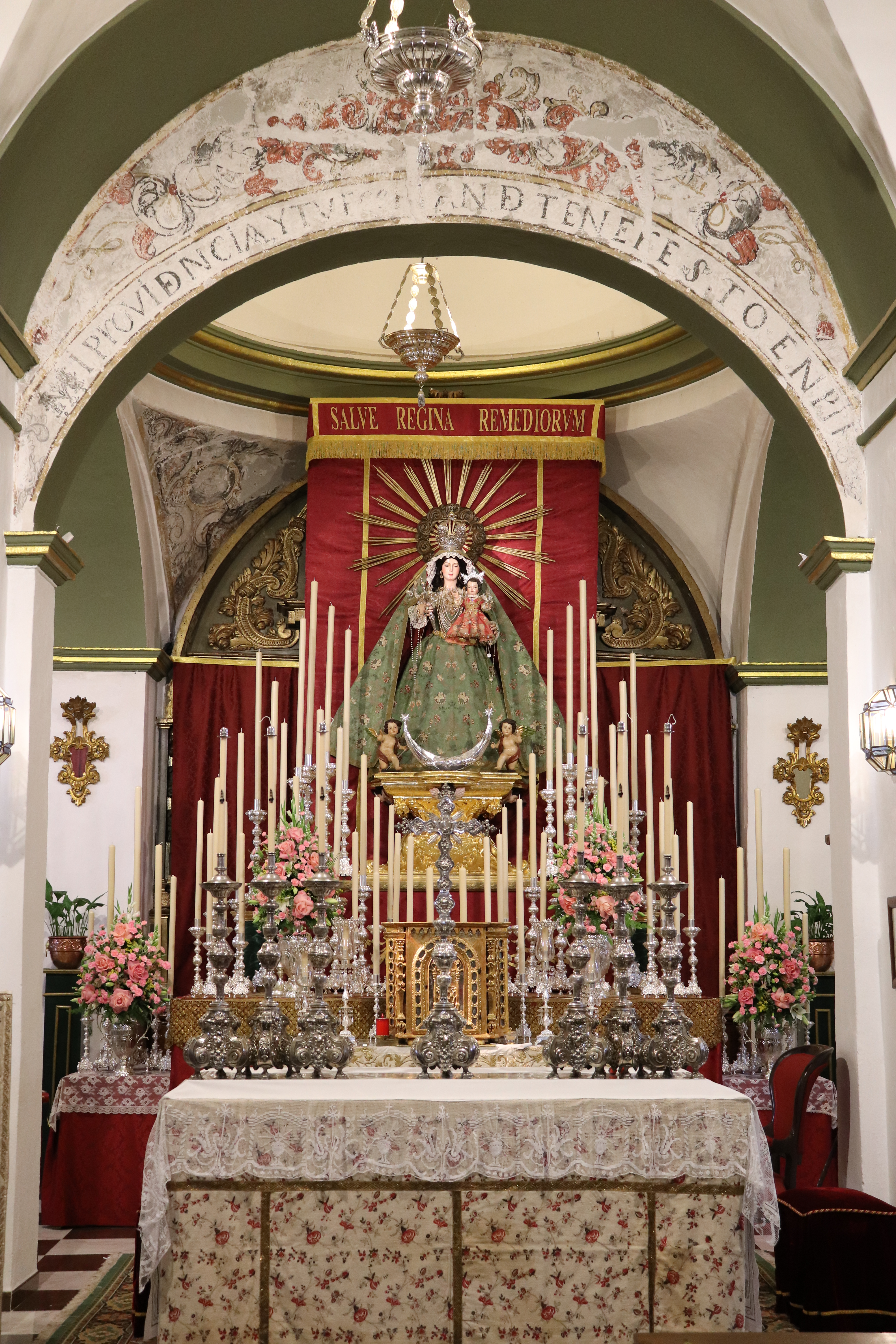
Nuestra Señora de los Remedios en el Altar de la Solemne Función de mayo de 2021.
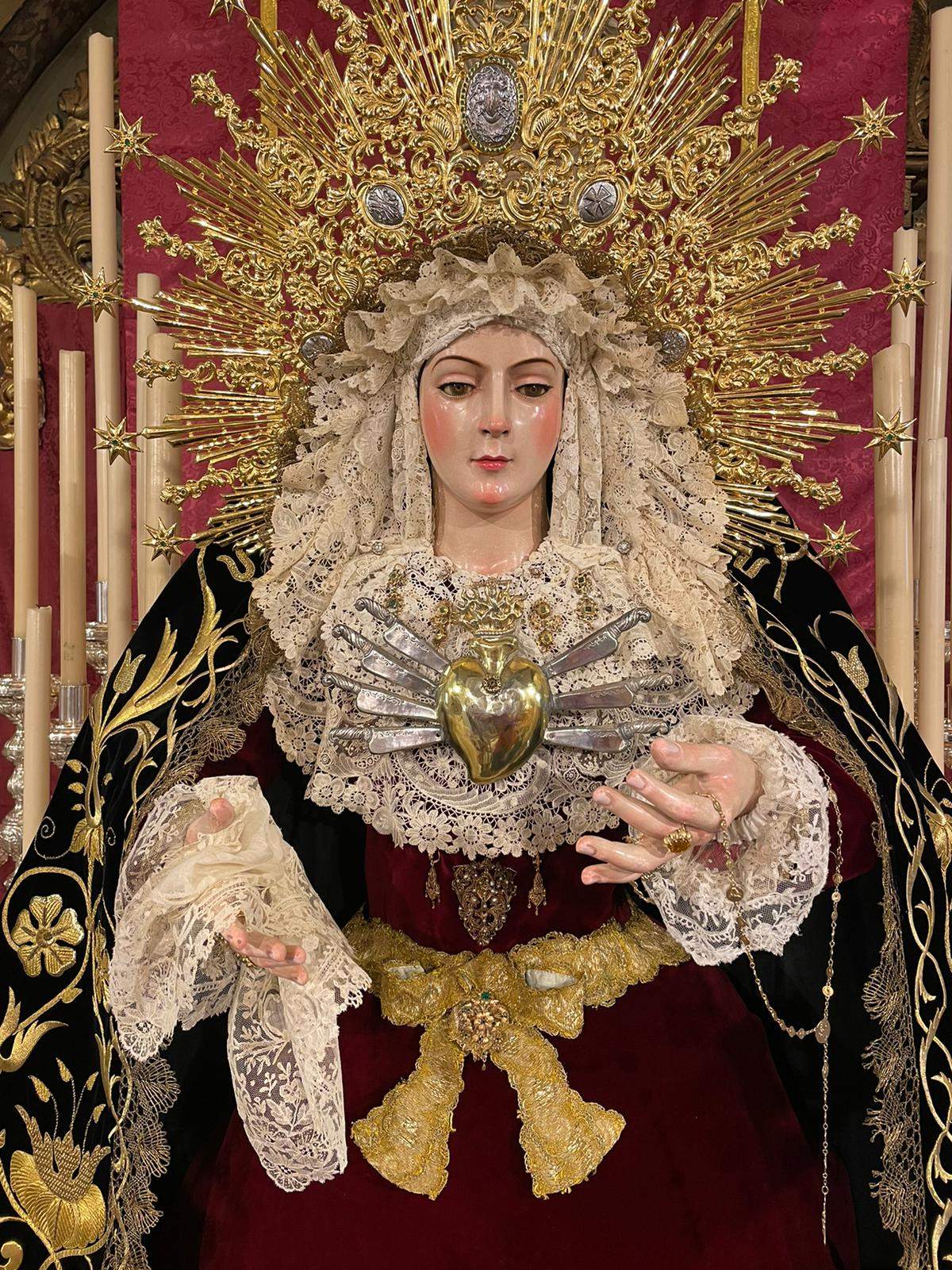
Nuestra Señora de los Remedios para los Solemnes Cultos Cuaresmales de 2022.
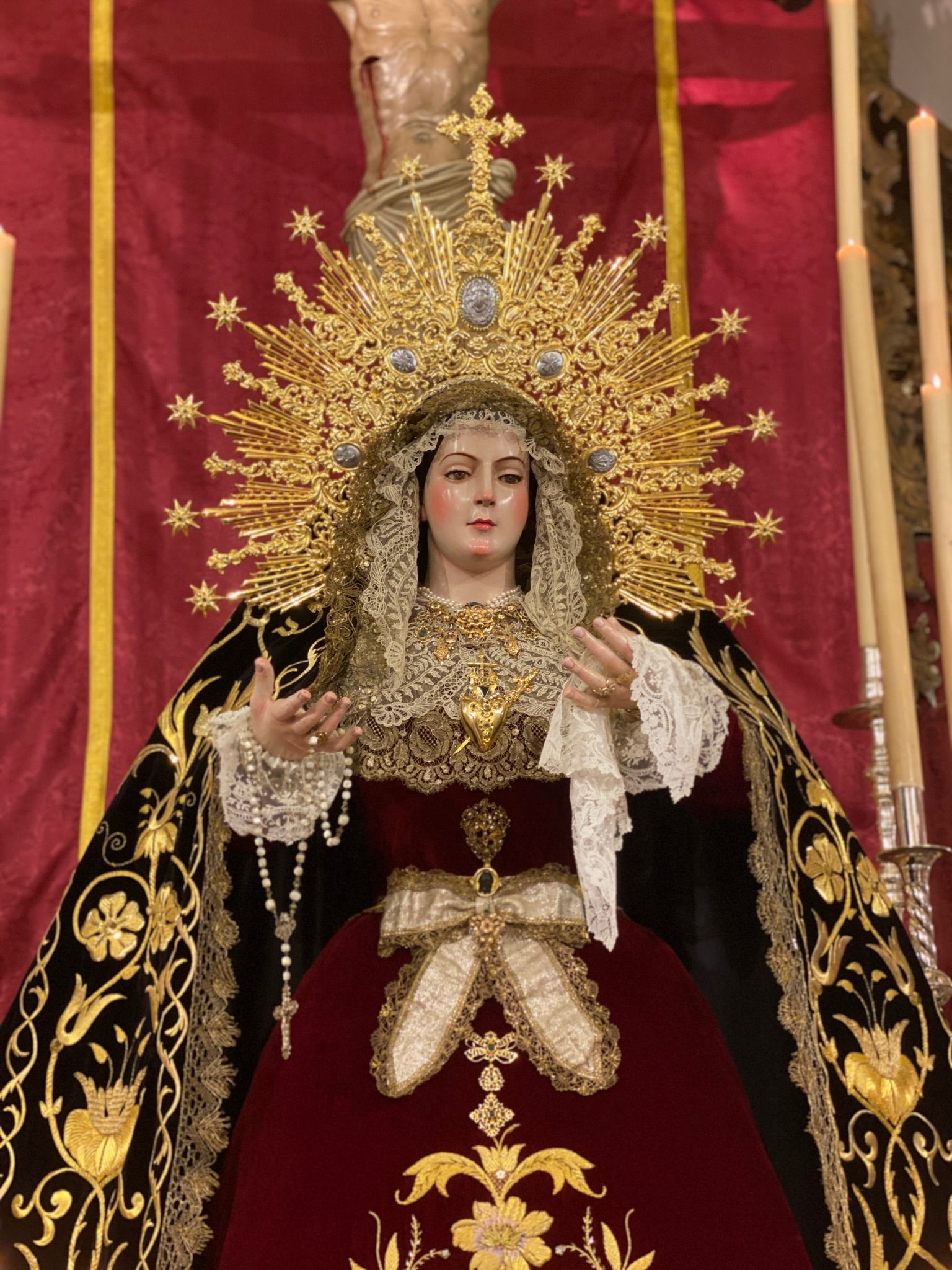
Nuestra Señora de los Remedios para los Solemnes Cultos Cuaresmales de 2023.
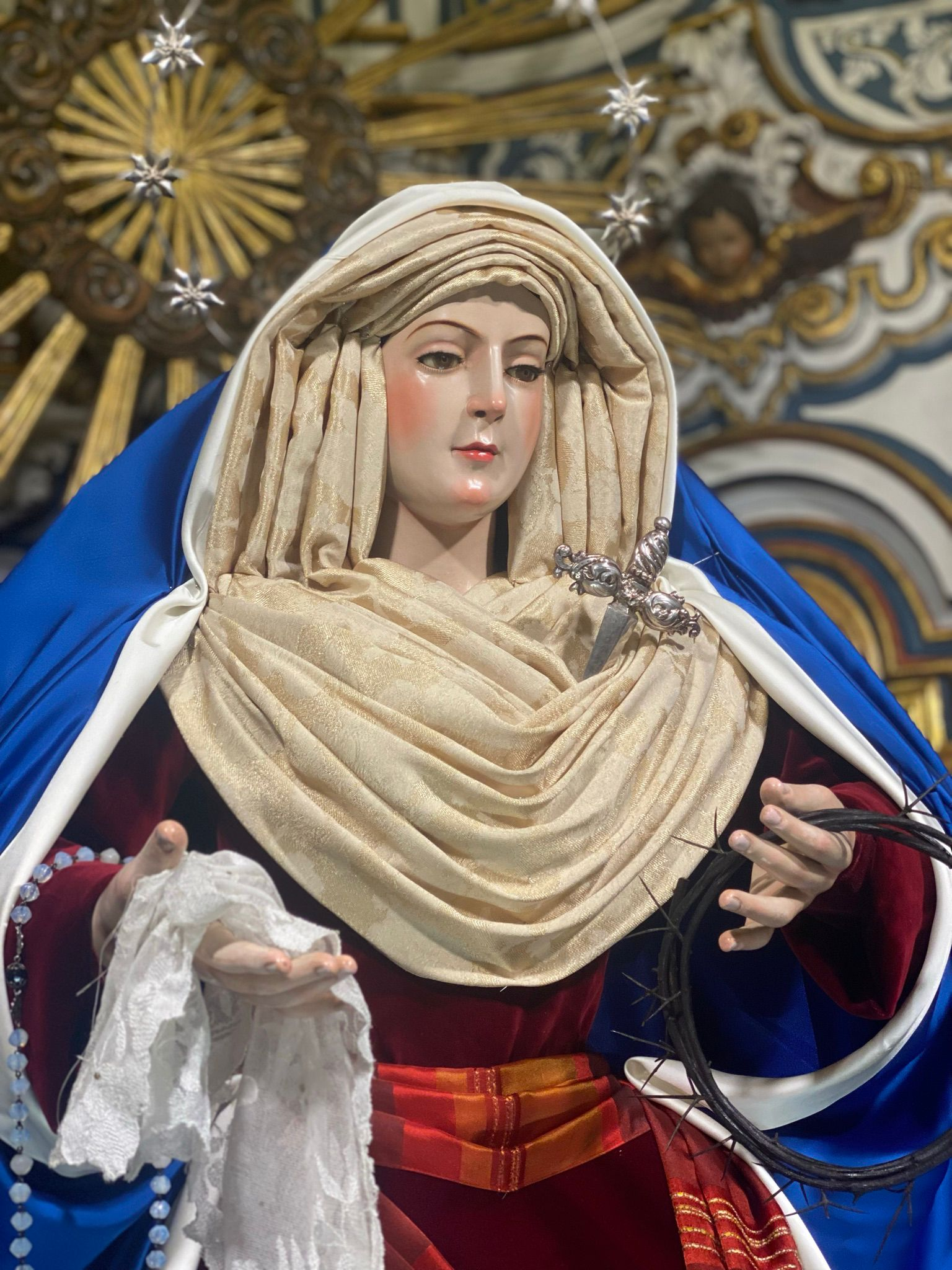
Nuestra Señora de los Remedios para Cuaresma de 2022.
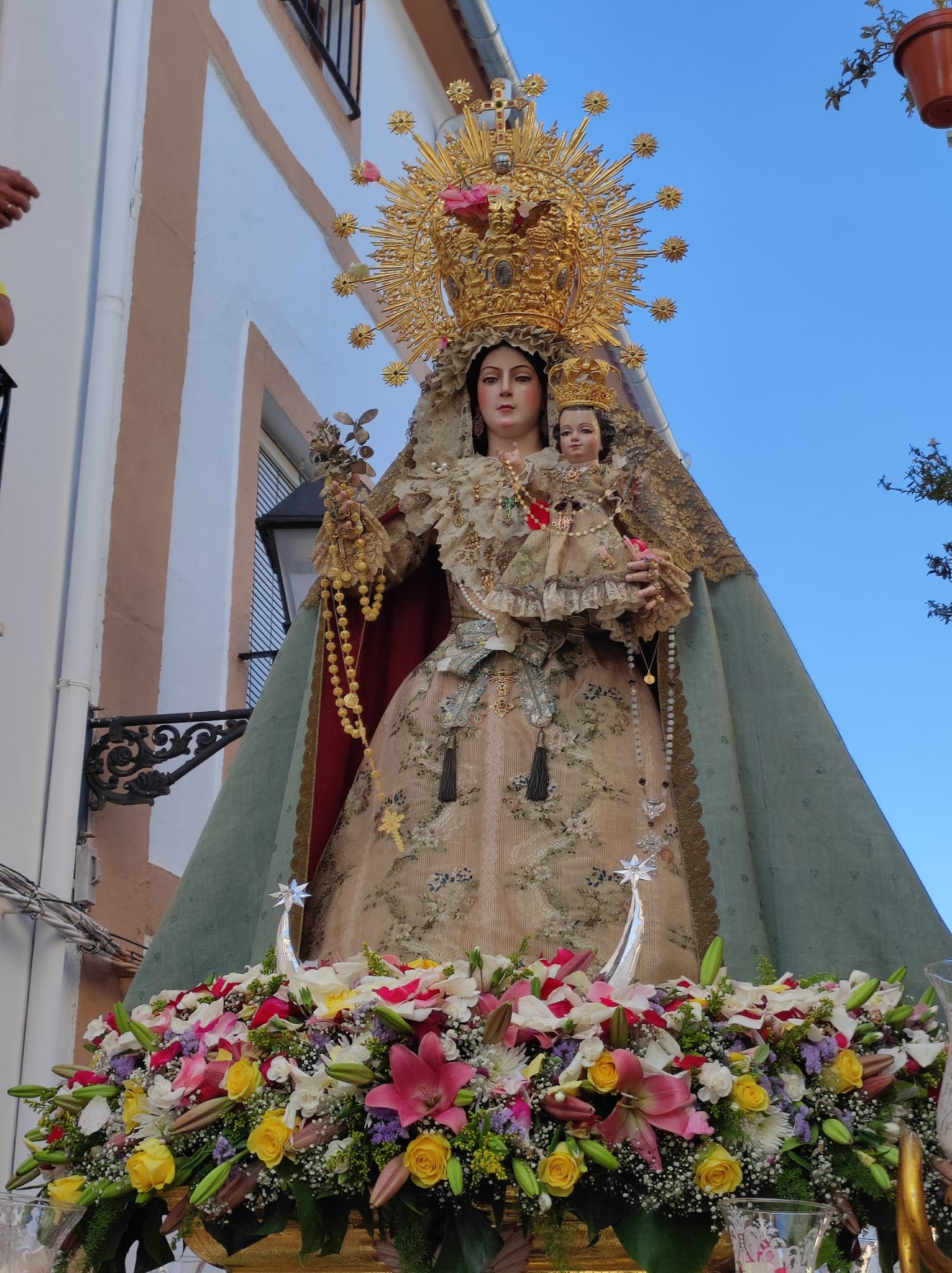
Nuestra Señora de los Remedios en su Procesión Gloriosa en el mes de mayo de 2022.
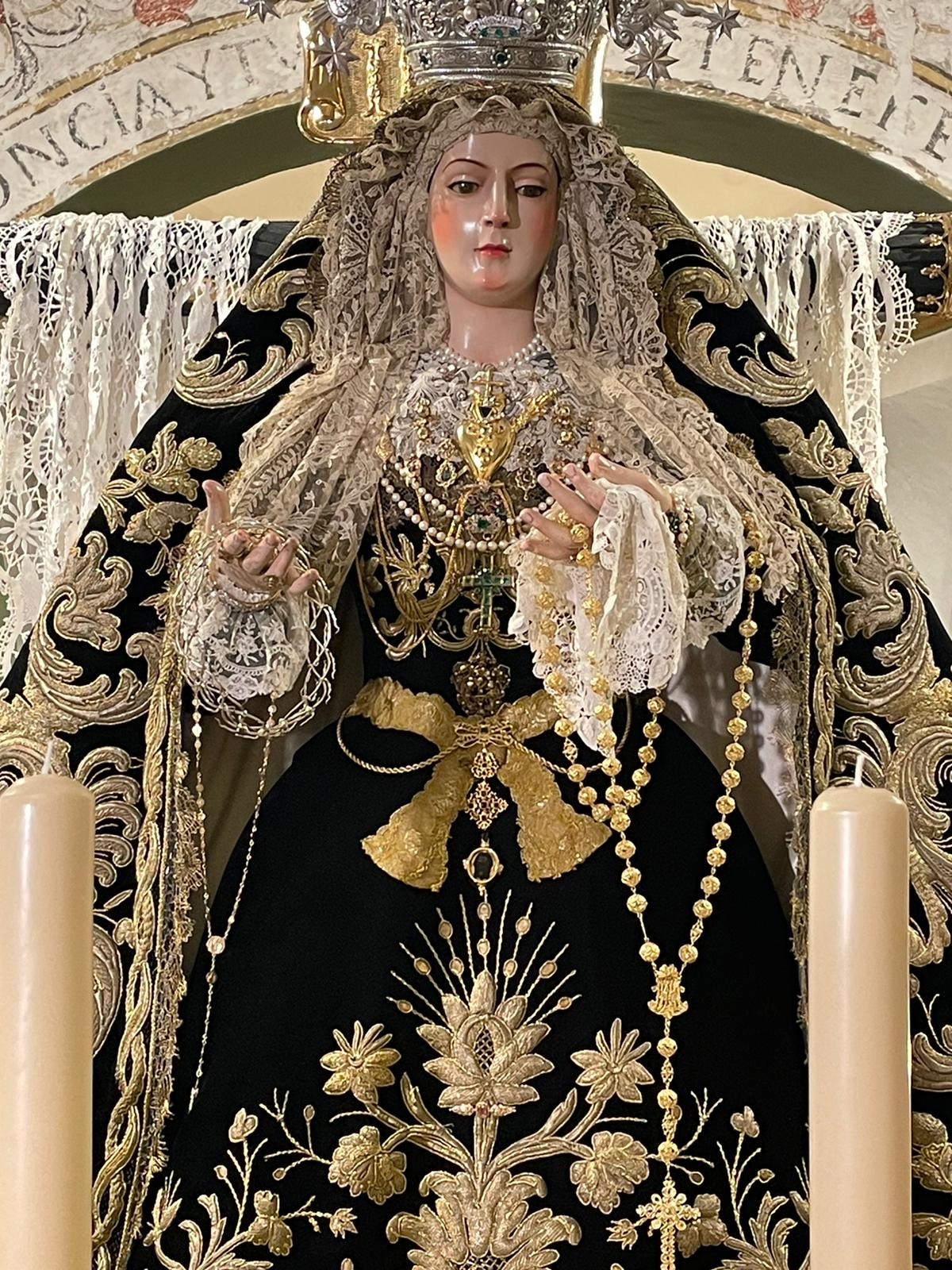
Nuestra Señora de los Remedios el Jueves Santo de 2022.
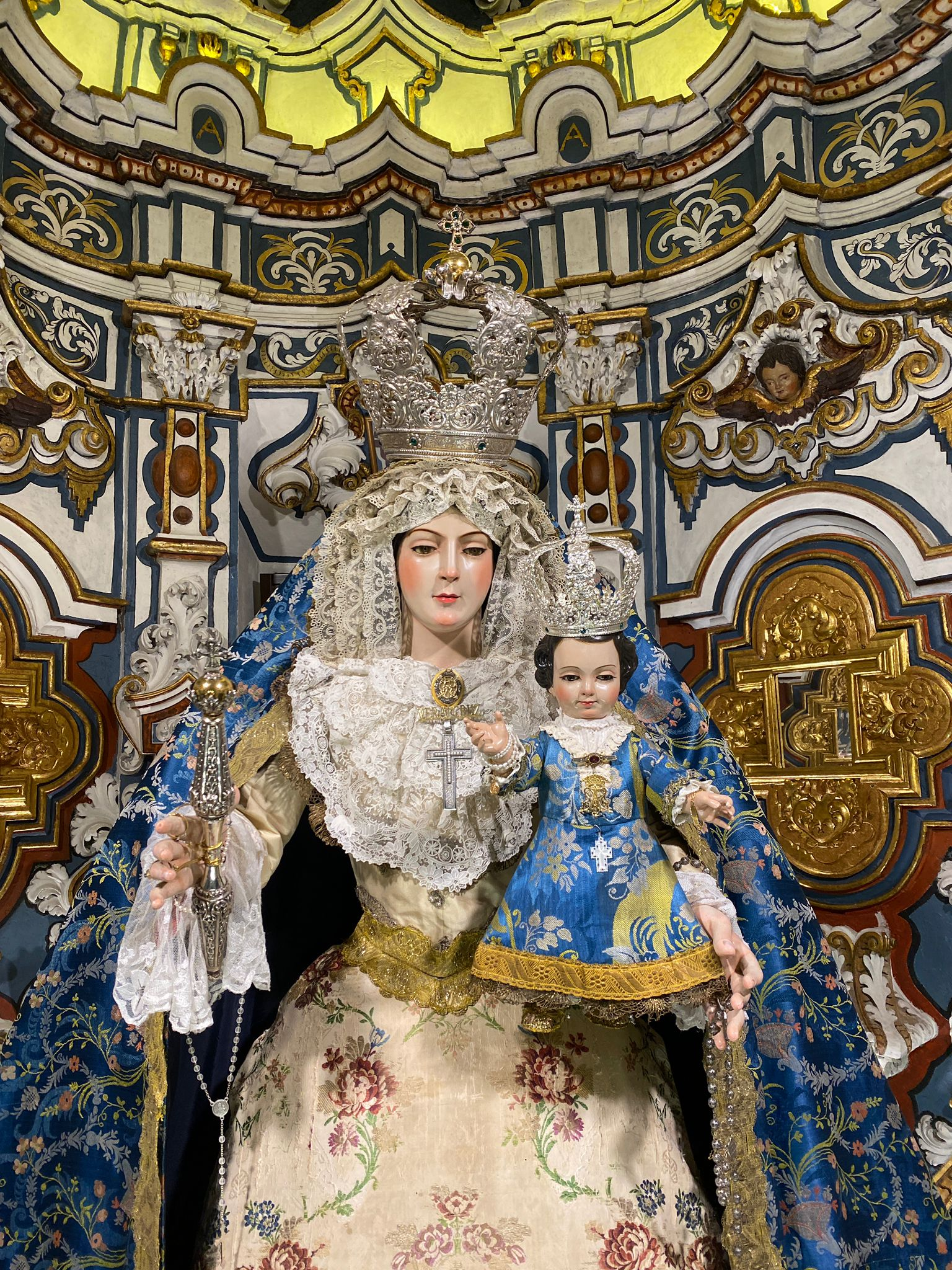
Nuestra Señora de los Remedios para la Festividad de la Inmaculada Concepción, 2022.
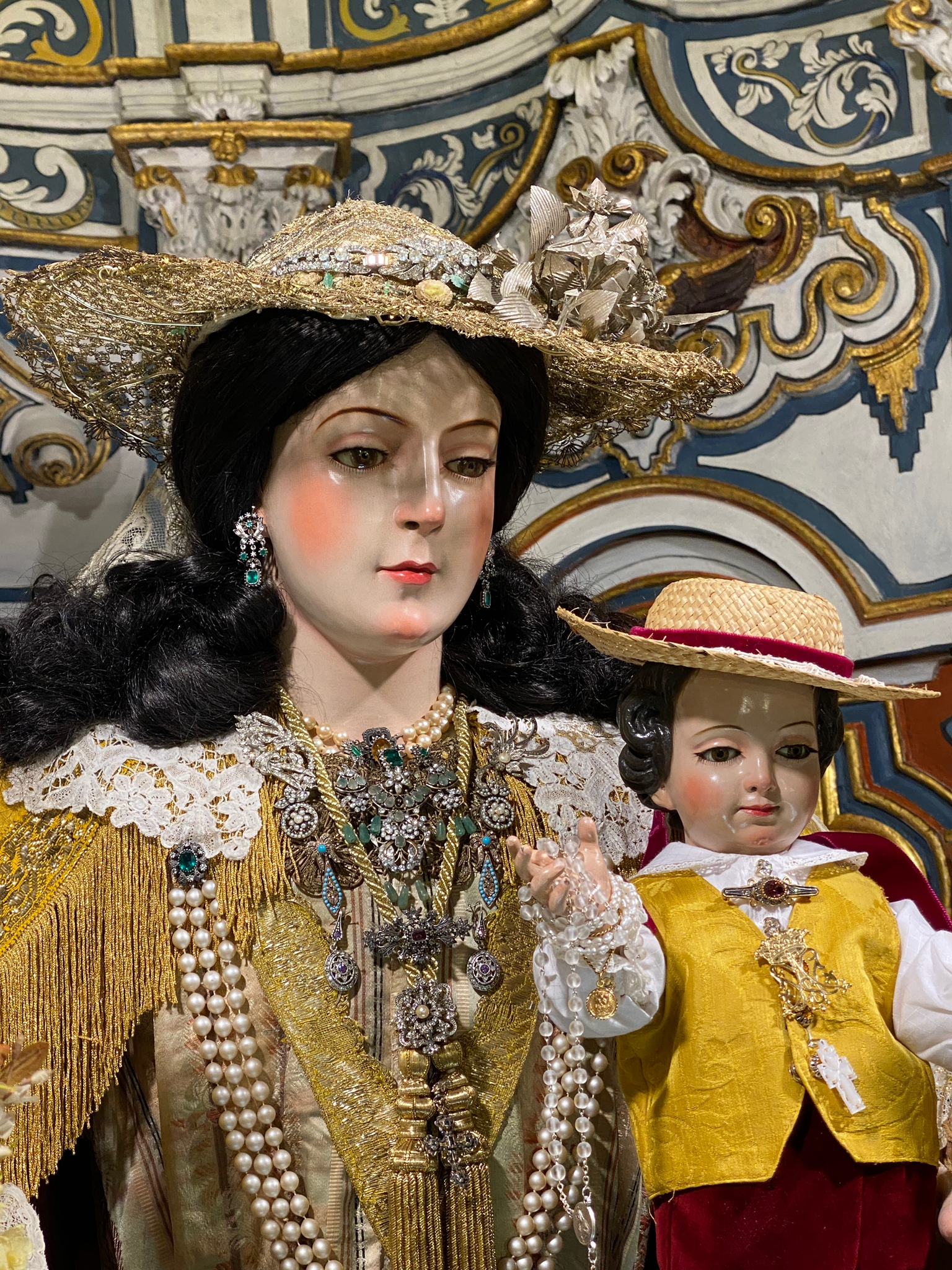
Nuestra Señora de los Remedios ataviada de Divina Pastora para la Festividad de la Natividad de Nuestro Señor, 2022.
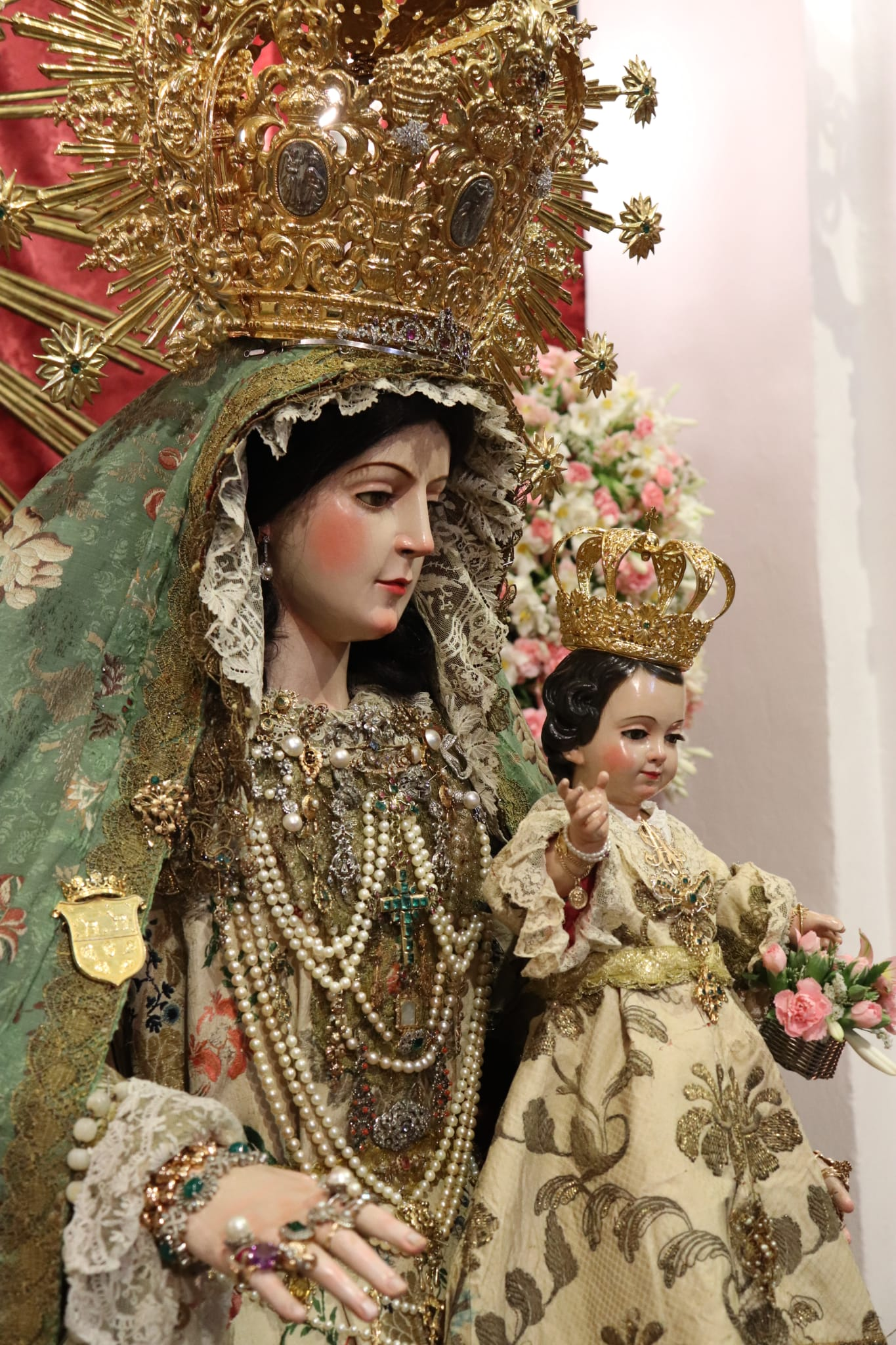
Nuestra Señora de los Remedios para su Solemne Besamanos en mayo de 2022.
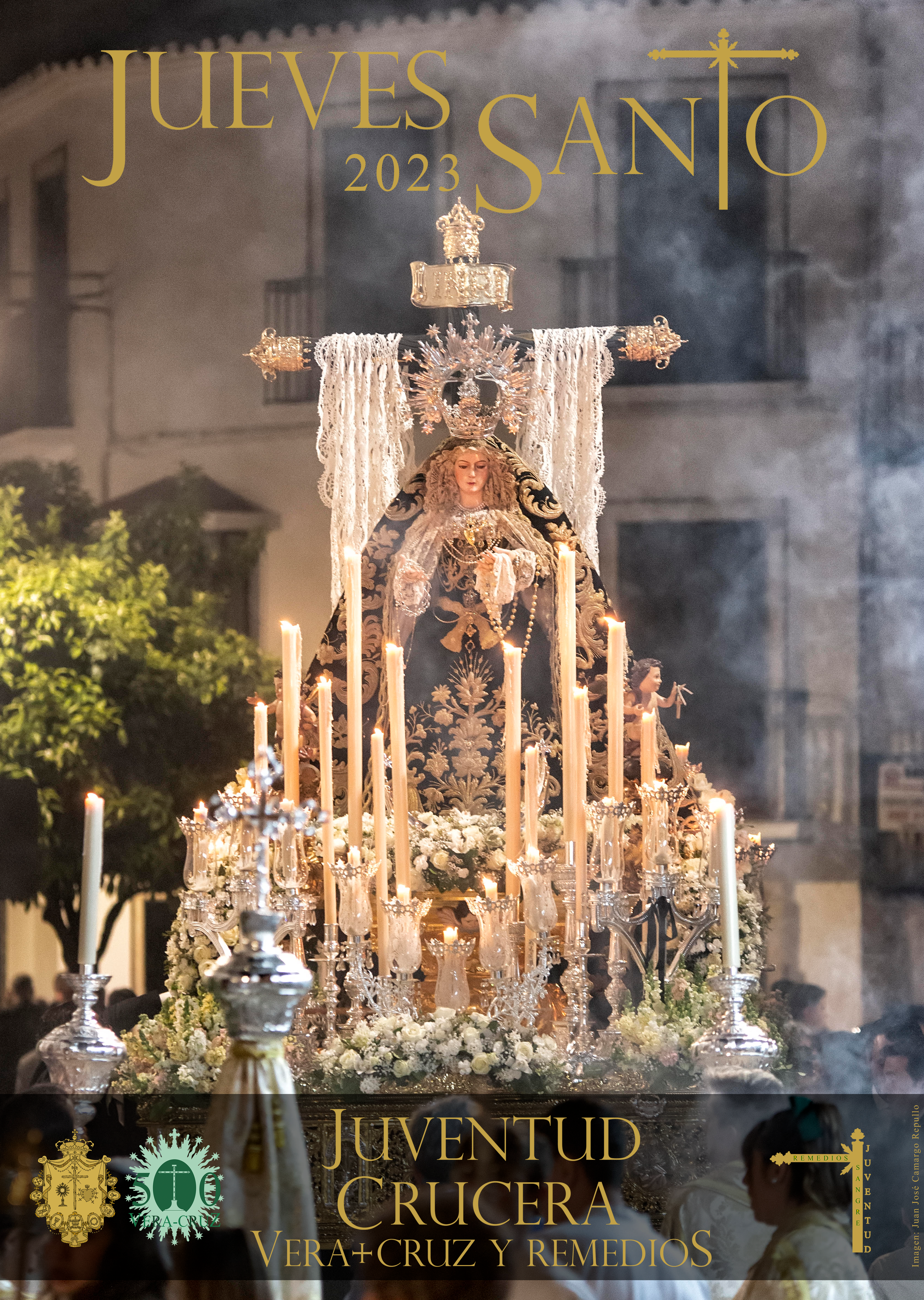
Cartel del Jueves Santo 2023, editado por la Juventud Crucera de la Archicofradía.

## Imagen de la Virgen de los Remedios de Alcorcón (Madrid)

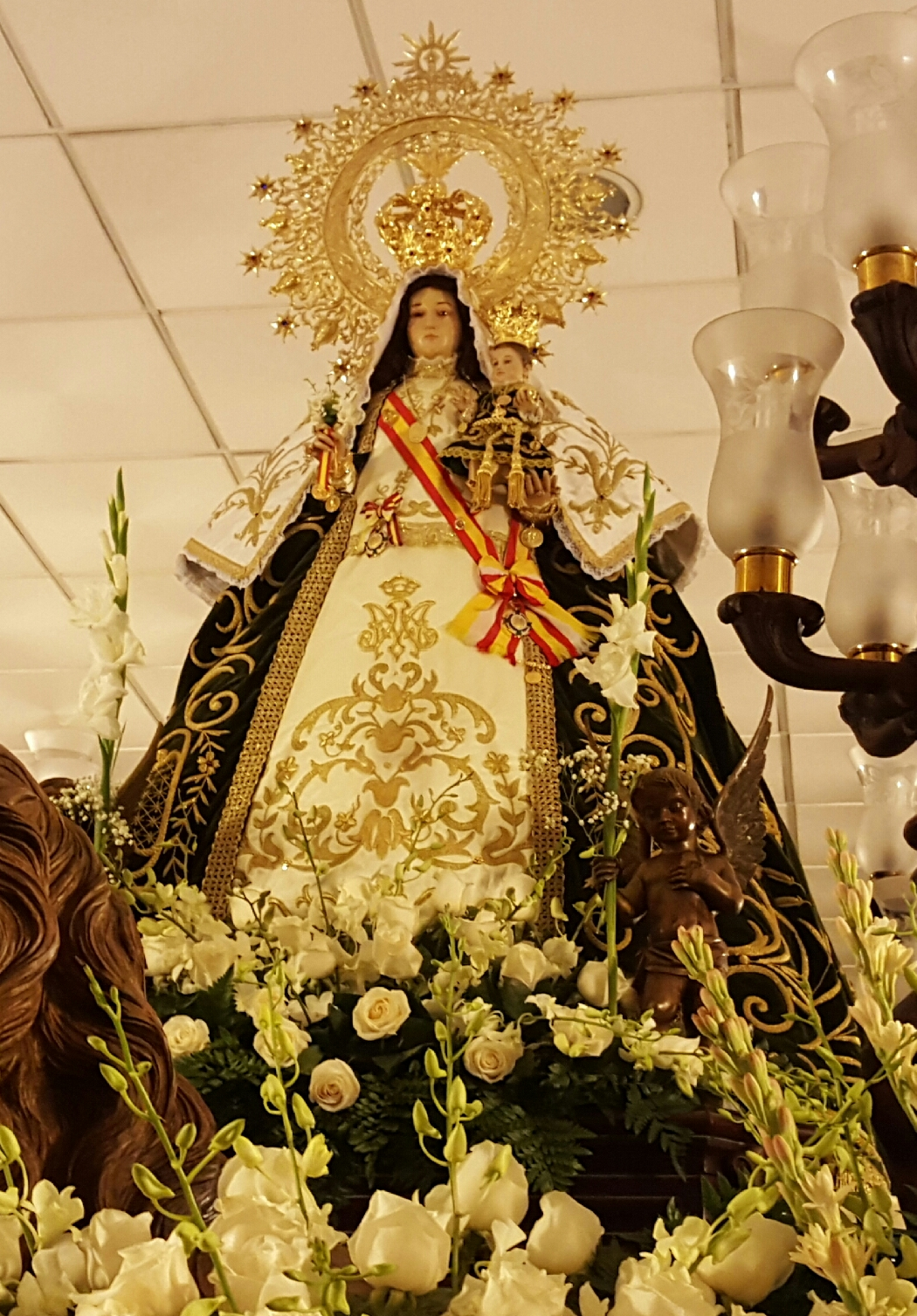
Imagen de la Virgen de los Remedios (Alcorcón)

La Virgen María, bajo la advocación de Nuestra Señora de los Remedios es la Patrona de la ciudad de Alcorcón (Comunidad de Madrid, España).
En el año 1499, fue organizada una expedición a las Indias, capitaneada por Alonso de Montálban, Aposentador Real. De regreso a España, un cocodrilo de grandes dimensiones les empezó a perseguir. Atemorizados, arribaron en Portobelo (Panamá).
En su estancia, volvió a aparecer el caimán. Los soldados se pusieron a rezar a la Virgen para que les salvara, cuando una rama cayó sobre el caimán y lo mató. Esto fue atribuido como un milagro de La Virgen, que según narra la tradición, era la Virgen de los Remedios, de la que era muy devota Alonso de Montalbán. Esta se posó sobre el árbol e hizo caer una rama sobre el caimán. Por otra parte se cuenta que la imagen de la Virgen fue hallada en un nicho en el interior del árbol y esta fue traída a España.
En la Iglesia de San Ginés de Madrid fue construida una capilla en honor a este milagro, donde se colocó la piel del Caimán, actualmente desaparecida.
En la expedición de Alonso de Montalbán había un marinero alcorconero, Rodrigo de Mendoza. Este fue partícipe del milagro de la Virgen y a su regreso a Alcorcón extendió la noticia por el pueblo. Se construyó una ermita con una talla de la Virgen, bajo la advocación de Los Remedios, y se creó una hermandad para rendirla culto. Al poco tiempo se la dotó de una carroza y fue proclamada patrona de Alcorcón.
Aunque el hecho se produjo cercano a la mitad del siglo XVI, esta advocación no figuró en las Relaciones de Felipe II de 1576. En enero de 1786, el cura de Alcorcón es convocado por el Arzobispado de Toledo, para que aporte información sobre el pueblo. Esta fue recogida en las Relaciones de Lorenza. En ella figura la existencia de una ermita dedicada a la Virgen de los Remedios al lado del Camino Real. Es el primer apunte histórico sobre la advocación.
A comienzos de la Guerra Civil la ermita fue derruida y la imagen se trasladó a la Iglesia del pueblo. Se consiguió conservar una corona del año 1800, dos cetros de principios del siglo XVIII y el manto. La actual ermita se inauguró el 31 de mayo de 1954. A la imagen se la dotó de un nuevo manto, dos carrozas y nuevas joyas.
En el año 2014 se iniciaron los trámites para que se pudiera realizar la coronación canónica de la imagen. El 25 de mayo de 2015 se llevó a cabo la ceremonia, siendo coronada la imagen por el Obispo de Getafe. Al Acto asistieron 2500 personas.

## Nuestra Señora de los Remedios de San Marcelo (Lima)
Su culto se inició en 1551, teniendo como punto de partida la llegada de los padres agustinos y el establecimiento de su primera iglesia y convento en Lima, bajo el patrocinio de San Marcelo. En 1558 un grupo de piadosas mujeres de la época encabezadas por Doña Leonor Portocarrero y Doña Mencia de Sosa, decidieron proponerse fundar un Beaterio, con el apoyo y auspicio del religioso Fray Andrés de Santa María, escogiendo la advocación de Nuestra Señora de los Remedios por título para fundar dicho recinto, en las inmediaciones de la Iglesia.
Este Beaterio dio lugar posteriormente al primer monasterio de clausura de la “Ciudad de los Reyes”, con el nombre de «Nuestra Señora de la Encarnación» en 1562.
La orden Agustina que en un primer momento de su llegada a Lima, se estableció en este lugar (Iglesia San Marcelo), decide posteriormente, mudarse a un lugar más cercano a la Plaza Mayor de Lima, estableciéndose en lo que hasta la actualidad es la Iglesia Y Convento de San Agustín en el Jr Ica. Es por ello que en 1585, luego de abandonar su antiguo local (San Marcelo) fue el propio Santo Toribio de Mogrovejo, quien tuvo la idea de convertir esta antigua iglesia fundada por los agustinos, en Parroquia. Además, es lógico que Santo Toribio, oró ante Nuestra Señora de los Remedios al visitar este recinto sagrado.
Otro dato histórico, nos habla de la creación de una Cofradía de devotos de Nuestra Señora de los Remedios, conformada inicialmente solo por mulatos y gente de raza negra. Como toda cofradía de la época, ellos también llevaban a cabo las funciones de realizar obras de caridad y ayudarse unos a otros, además de contar con los beneficios propios de una Cofradía de la época, como enterramientos debajo de los altares del templo. Un cuadro del siglo XVIII, que se encuentra en la Iglesia San Marcelo, retrata a la Virgen cuando su culto tuvo su máximo apogeo en la época virreinal. En la actualidad esta antigua devoción se mantiene gracias a los esfuerzos de los párrocos y la feligresía que visita esta Iglesia, evocando el esplendor que tuvo esta advocación mariana en Lima desde hace más de 4 siglos atrás.

## Virgen de los Remedios Santiago de Cali, Colombia
En 1580, cuarenta y cuatro años después de haber fundado Sebastián de Belalcázar a Santiago de Cali, vivía allí el mercedario padre Miguel de Soto, anciano doctrinero a quien los indios de la región amaban entrañablemente. Poco podía ya salir a buscarlos, debido a sus dolencias, y entonces ellos venían a visitarlo. Tenía en su aposento una imagen de la Virgen del Rosario, iluminada continuamente con una lámpara. Viéndola, uno de los indígenas le dijo que en lo más recóndito de la cordillera había una imagen de la "Reina de la Montaña", en el valle de El Queremal, por eso la llamaban también "Reina del Quereme", regado por los ríos Anchicayá, Dagua y el Raposo, lugar oculto de rara belleza.
Llevado por los mismos indígenas, el Padre Miguel fue a comprobar lo que le decían. Y en un nicho tallado en la roca por la naturaleza, vio una estatua de la Virgen María "de pedernal blanco", tan fino y duro, que despide chispa al menor contacto del eslabón. Constan Madre y Niño de una sola pieza, que mide más de un metro de altura, con el grosor proporcionado, pesa 25 arrobas, el vestido es túnica y manto, como se suele pintar comúnmente la Santísima Virgen; la expresión de su rostro es tan perfecta que es imposible definirla; sus ojos miran al cielo en actitud suplicante. Estrecha contra su pecho al Niño, fruto de su vientre, quien con la mano derecha toca el cuello de la Madre y con la izquierda empuña una fruta cuyo cultivo está muy extendido en la región, especialmente por la etnia negra, llamada "chontaduro", el cual se ha convertido en referente cultural de la región vallecaucana y que atrae no solo por su delicioso y exótico sabor sino porque se le atribuyen propiedades afrodisiacas.
El anciano sacerdote, determinó de inmediato trasladarla a Cali, a su convento mercedario. Se valió para ello de los muchos indios a quienes adoctrinaban. Cuentan las crónicas que la noche misma del traslado a Cali, la imagen desapareció y regresó al agreste sitio de donde con tantos trabajos la habían traído, mas finalmente fue colocada en la iglesia de la Merced, hasta cuando se le construyó su propio altar y capilla; la imagen es custodiada por dos indígenas tallados en madera y que rodilla en tierra veneran a la virgen. Inicialmente la invocaban como a Nuestra Señora del Rosario, hoy, debido a multitud de curaciones que ha prodigado a sus devotos enfermos, la veneran con la advocación de Nuestra Señora de los Remedios, Patrona Principal de la arquidiócesis de Cali, tesoro del departamento del Valle del Cauca, benefactora de Colombia y de la Iglesia Universal. Su fiesta se celebraba cada año el 8 de septiembre; pero a partir del año 2014, por decreto expedido por el arzobispo de la arquidiócesis de Cali, se traslada al 20 de junio para hacerla coincidir con la fecha en la cual la Santa Sede elevó a la categoría de Arquidiócesis esta circunscripción eclesiástica, de la cual es su patrona.
Cariñosamente también la llaman sus devotos: "la montañerita cimarrona", haciendo referencia a los esclavos que, en la colonia, huían al monte para alcanzar su libertad. 
Ha querido pues Nuestra Señora de los Remedios, en esta región vallecaucana de Colombia, ser venerada por la raza indígena, desde el lugar originario de su manifestación extraordinaria (Las selvas del Queremal); por la etnia negra, integrada con el chontaduro que ofrece el Niño en su mano y por el título de "cimarrona" con el que se ha hecho reconocer; y por la población blanca del próspero poblado de Cali, hoy gran urbe capital, a la cual llegó para quedarse y que es un polo pujante de desarrollo en el cual han convivido pacíficamente, con espíritu incluyente las tres razas, dando origen a toda clase de derivados raciales, que se reconocen como iguales en su dignidad de "hijos de Dios" y de fieles hijos y devotos de Nuestra Señora de los Remedios.
La figura atrayente del Niño Dios, acunado en brazos de Nuestra Señora de los Remedios, inspira una advocación particular, reconocida como "Divino Niño del Chontaduro", a quien se acude como Patrono de los niños que están por nacer y de la niñez desamparada. Conmemorando la fecha de su nacimiento, los devotos del Divino Niño del Chontaduro le celebran su fiesta el 25 de febrero y mensualmente, los días 25, acuden ante El, le presentan a sus niños y le rinden culto especial, encomendándole todas sus necesidades para que sean atendidas por los méritos de su divina infancia.
La cofradía de Nuestra Señora de los Remedios, fundada por el entonces Obispo de Cali, Monseñor Luis Adriano Díaz, el 31 de mayo de 1942; promueve las advocaciones de Nuestra Señora de los Remedios y del Divino Niño del Chontaduro.

## Imagen de la Virgen de los Remedios Naucalpan (México)

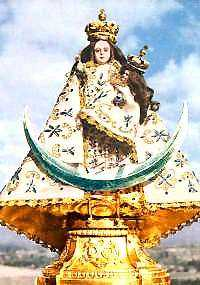
Esta imagen es la más antigua del continente americano, manufacturada a en el - De manufactura española, es de madera estofada y mide 26,8 cm de alto. Y el niño que trae en el brazo izquierdo mide 8 cm. Se le sobreponen vestidos, coronas, un cetro, un dije en forma de cordero y una luna de plata dorada bajo sus pies (se le ha llegado a colocar pelucas, hoy en día ya no se le sobreponen, ya que la imagen trae su cabello en la talla).

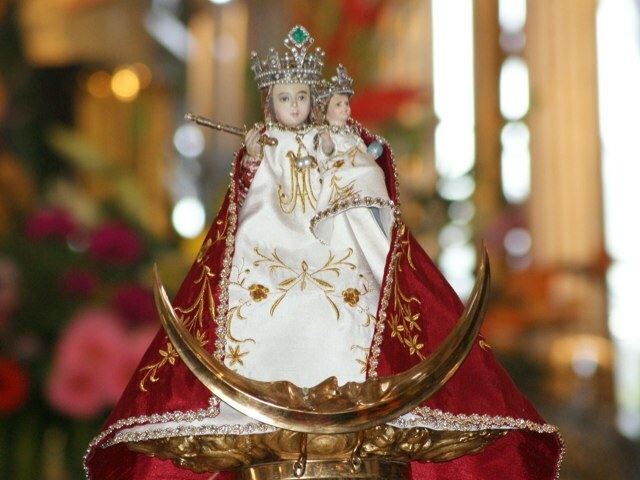
Esta imagen es la más antigua del continente americano.

Esta imagen es la más antigua del continente americano, llegando el 14 de febrero de 1519 a Cozumel. Está manufacturada  en los finales del siglo XIV y principios del siglo XV en España. Es de madera estofada y mide 26,8 cm de alto, y el Niño que trae en su brazo izquierdo mide 8 cm. Se le sobreponen vestidos, coronas, un cetro, un dije de oro en forma de cordero y una luna de plata bajo sus pies; se le llegaron a sobreponer pelucas, pero por el roce y desgaste de la imagen, actualmente ya no las usa, también porque la imagen esta tallada con cabello integrado, en rizos dorados. La imagen fue traída de España por el soldado Juan Rodríguez de Villafuerte, quien acompañó a Hernán Cortés en su viaje de conquista. Después de muchos sacrificios, Cortés y su pequeño ejército arribaron a la gran Tenochtitlán. Ahí fueron cordialmente recibidos por Moctezuma. Muerto este y teniendo que ir Cortés a Veracruz a enfrentar a Pánfilo de Narváez los mexicas se rebelaron contra los españoles y entre el 30 de junio y el 1 de julio de 1520, en la que se conoce como Noche Triste, fueron forzados a salir hacia el oeste de la ciudad, por el camino de Tacuba.
Durante esa retirada, abandonaron todo lo necesario para facilitar la salida y por ese motivo la pequeña imagen fue escondida bajo un maguey. Fue encontrada en 1540 por el indígena Juan Ce Cuautli, quien la llevó a su casa en San Juan Totoltepec, una villa cercana, donde hoy se ubica la FES Acatlán. La noticia llegó a los españoles, quienes habían venerado esta imagen desde el principio de la conquista, así como los nativos, quienes encontraron en ella consuelo en medio de sus dificultades; erigieron primero una ermita en este cerrito llamado Otomcapulco.
Algunos años más tarde, la devoción a Nuestra Señora de los Remedios se fue extendiendo por todas partes y las autoridades civiles construyeron en 1575 el santuario donde hoy es venerada la imagen.
El primero de septiembre, fiesta principal de Nuestra Señora de los Remedios, aproximadamente 10 000 personas la visitan, mientras que unas 6000 personas visitan el santuario cada domingo para rendir homenaje a la Santísima Virgen.
Durante las frecuentes inundaciones que sufría la Ciudad de México en el siglo XVII, la imagen fue llevada a la Ciudad de México. La procesión era acompañada por el virrey, los consejeros y autoridades civiles y eclesiásticas.
Al erigirse la diócesis de Tlalnepantla en 1964, el santuario quedó en la misma. El 19 de octubre de 1974, el obispo fray Felipe de Jesús Cueto hace la Coronación Pontificia de la Virgen de los Remedios como Reina del clero diocesano, y el 23 de octubre de 1991, Manuel Pérez Gil, primer arzobispo de Tlalnepantla, por decreto de Su Santidad Juan Pablo II, proclama patrona de la archidiócesis de Tlalnepantla a Nuestra Señora de las Remedios. El 23 de octubre de 1999, se eleva el santuario a Basílica Menor.
De la importancia de la Virgen de los Remedios habla el hecho de que fue nombrada inmediatamente después de la Virgen de Guadalupe por el papa Juan Pablo II, en su visita a México en 1999 en el Estadio Azteca.
La devoción a Nuestra Señora de los Remedios se encuentra difundida por todo Hispanoamérica.
Esta imagen se encuentra en lo alto del altar, en su camarín, donde es posible visitarla (siendo la única imagen que puede ser visitada desde lo más íntimo)[cita requerida]. Una bóveda en forma de pañuelo, cubre este hermoso y barroco camarín.
Por su 500 aniversario, se dio el trabajo de restauración de la imagen de Ntra. Señora de los Remedios, recuperando su policromía original, retirando hasta 14 capas pictóricas sobrepuestas, quedando finalmente hermosa, así como había llegado hace 500 años acompañando a Hernán Cortés.
El 14 de febrero de 2019, con motivo de los 500 años de su llegada, El Rev. Mons. Francisco Cano Chabolla encabezó, con la comunidad y visitantes, la misa de apertura del año jubilar, en honor de esta venerable imagen, que culminará en el 1 de julio del año de 2020.
El 30 de mayo de 2020 por motivos de la pandemia se llevó a cabo un rosario mundial, donde participó el Sr. Arzobispo José Antonio Fernández Hurtado.
Concluyendo este rosario, monseñor Francisco Cano (rector de la basílica) saca ala imagen de su camarín ala cúpula de la basílica, dando la bendición con la misma a los cuatro puntos cardinales.
Este signo quedó histórico ya que la imagen de nuestra señora de los Remedios no salía de su templo para pedir su intervención ante una epidemia desde 1922.
Últimos tres Rectores de la Basílica donde es resguardada esta imagen: Mons. 
Vivaldo Oregel Cuevas (1992-2010), 
Mons. Miguel Ángel Corona (2010-2012) 
Mons. Francisco Cano Chabolla  (2012-2021).

## Imagen de la Virgen de los Remedios de Chiriquí, Panamá
Según la leyenda local, la imagen original era bañada en oro y para que no fuera zaqueada por los piratas y corsarios de esa época, fue escondida en un pozo brocal en el lugar de "La garita".
La imagen actual de Nuestra Señora de los Remedios data de unos 300 años, fue hecha por un artista español que al llegar al pueblo, notó que la iglesia carecía de la imagen de la "Patrona". Cuenta la leyenda que entonces pidió al pueblo que le llevaran una joven virgen para ser de modelo para la confección de la nueva imagen, pero asistieron tres jóvenes vírgenes como voluntarias para ser de modelos para la nueva imagen, dando como resultado la confección de tres imágenes en sus siguientes advocaciones: La Virgen de los Reyes, la Virgen del Carmen y Nuestra Señora del Rosario, de las cuales solo se conserva una imagen.
Después de que artista completara sus obras, el pueblo tenía tres imágenes y enfrentó la difícil decisión de cuál de las tres imágenes sacar en procesión. Finalmente, decidieron seleccionar la imagen que guardaba mayor semejanza con la fisonomía mestiza de la población, que era la imagen de la joven llamada "María de los Reyes", en honor a los Reyes Magos, Como resultado, la fiesta de la Virgen de los Remedios se celebra el 6 de enero de cada año.
Es importante destacar que la imagen hasta la actualidad que sacan en precesión durante las festividades no representa a Nuestra Señora de los Remedios. Este es un punto significativo, ya que algunas personas pueden confundirse y creer que la imagen procesionada es la de Nuestra Señora de los Remedios. Sin embargo, visitantes devotos de esta advocación de España han aclarado que esta imagen no corresponde a la de Nuestra Señora de los Remedios.
En las fiestas de "La Virgen de los Remedios" convergen devotos de otras provincias e incluso de países como: México, Estados Unidos, Inglaterra, Costa Rica y Colombia.

## Imagen de la Virgen de los Remedios de San Manuel de Tarlac en Filipinas

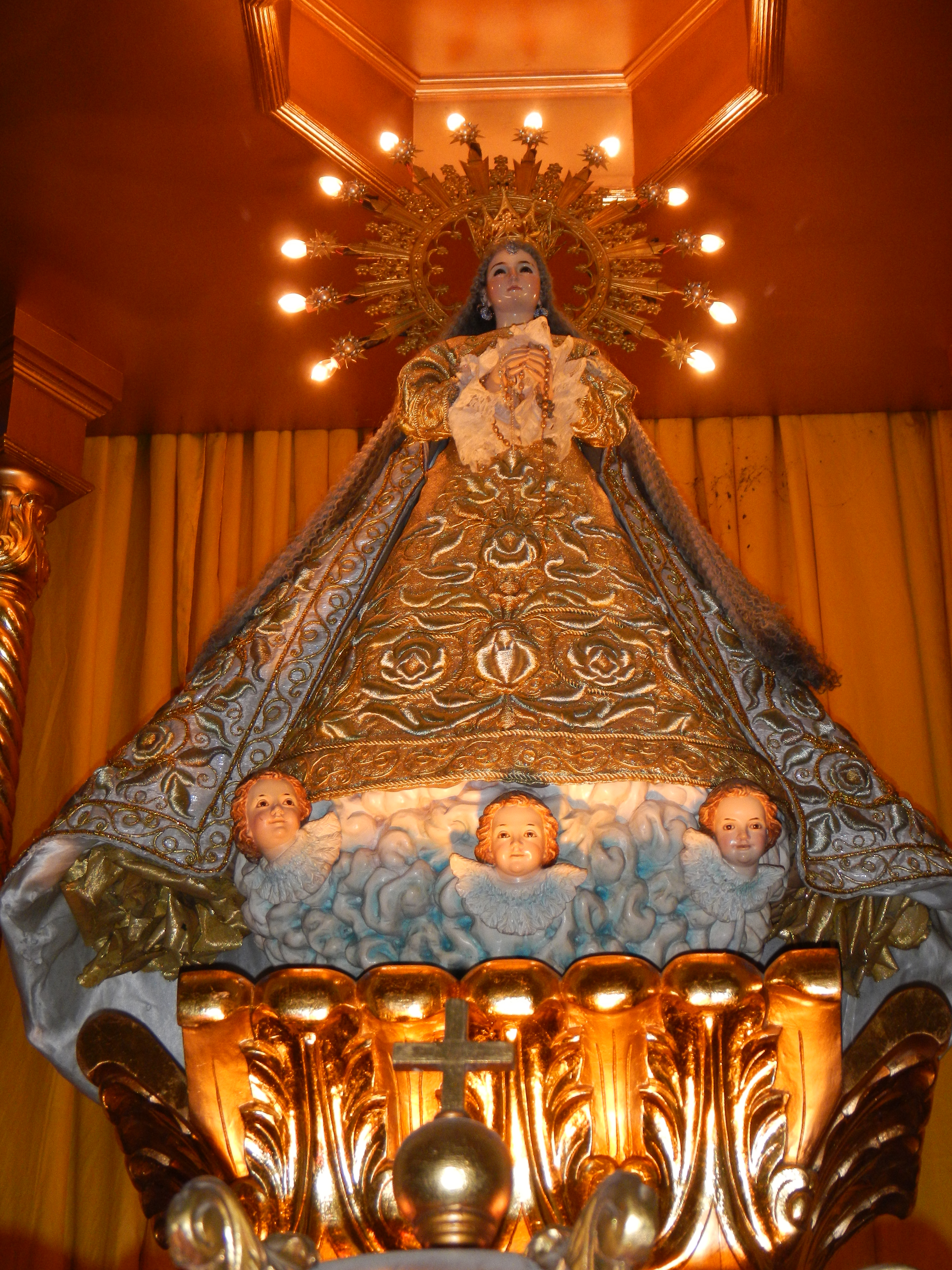

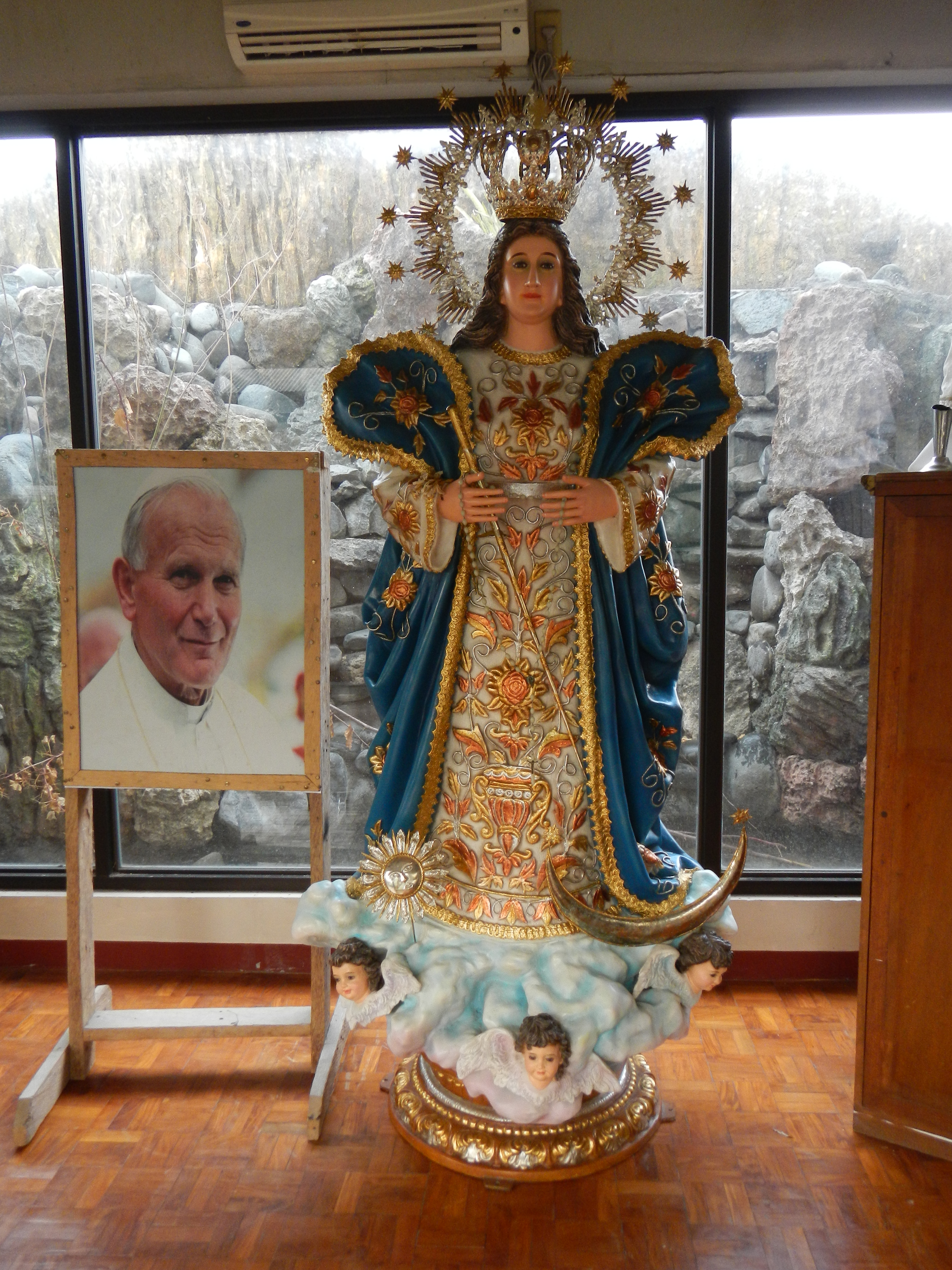

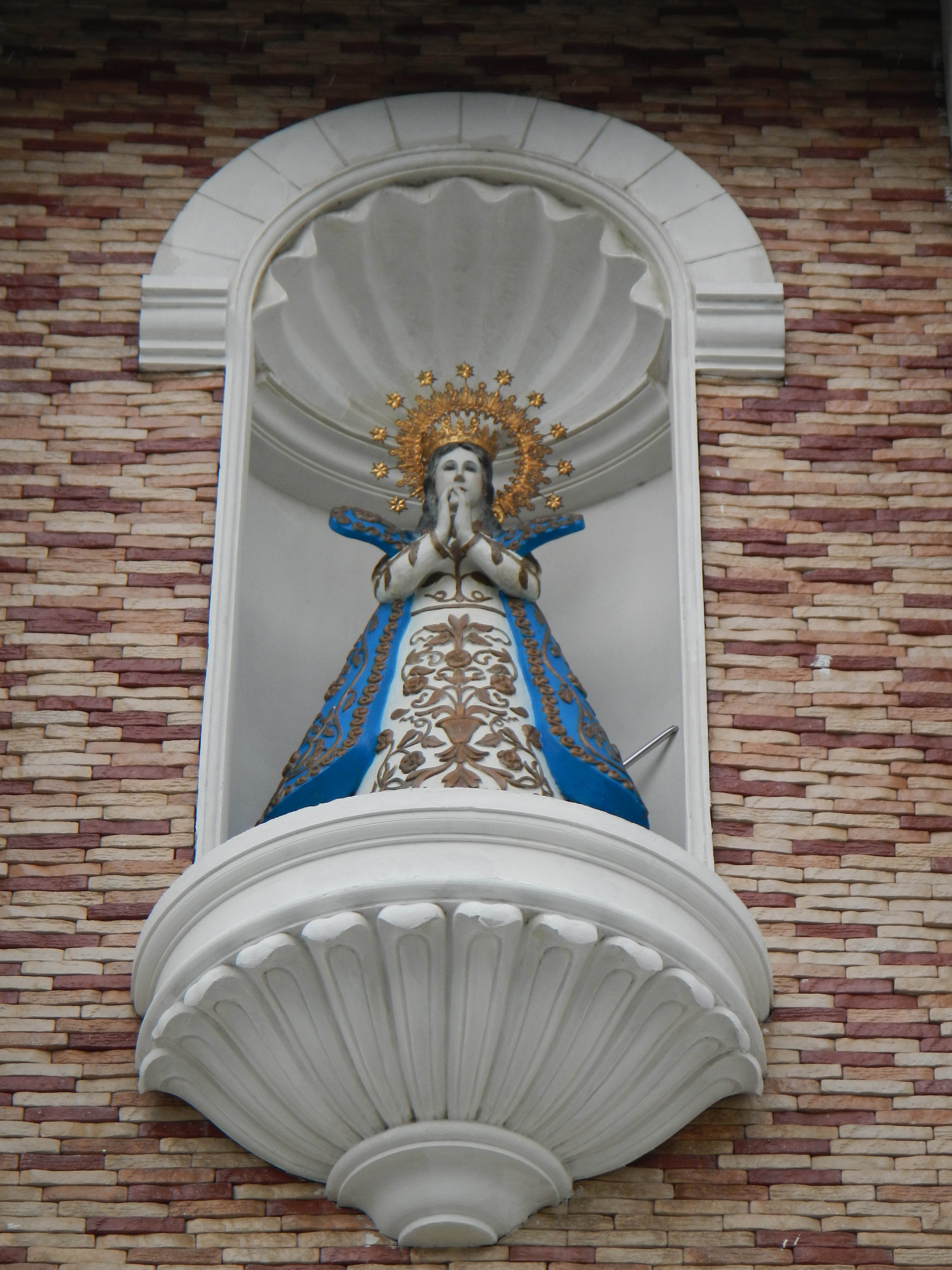

## Imagen de la Virgen de los Remedios de Cártama de Málaga
Imagen de la Virgen de los Remedios de Cártama conocida como Nuestra Señora de los Remedios. Cártama está situada en un pueblo de Málaga. Una de sus maravillas más preciadas es la Virgen de los Remedios. Esta Virgen surgió en 1579 un 23 de abril y desde entonces siempre se ha celebrado su día festivo. Su santuario se encuentra en una colina del mismo municipio conocida como la Ermita de Nuestra Señora de los Remedios, donde puede ser visitada. El 23 de abril de cada año se procede a su bajada hacia el pueblo y se realiza la procesión tan esperada por sus habitantes cada año. Una vez bajada hacia el pueblo queda guardada en la iglesia del pueblo (San Pedro Apóstol) y permanece en esta iglesia hasta el primer domingo de junio. El día festivo es el 23 de abril.

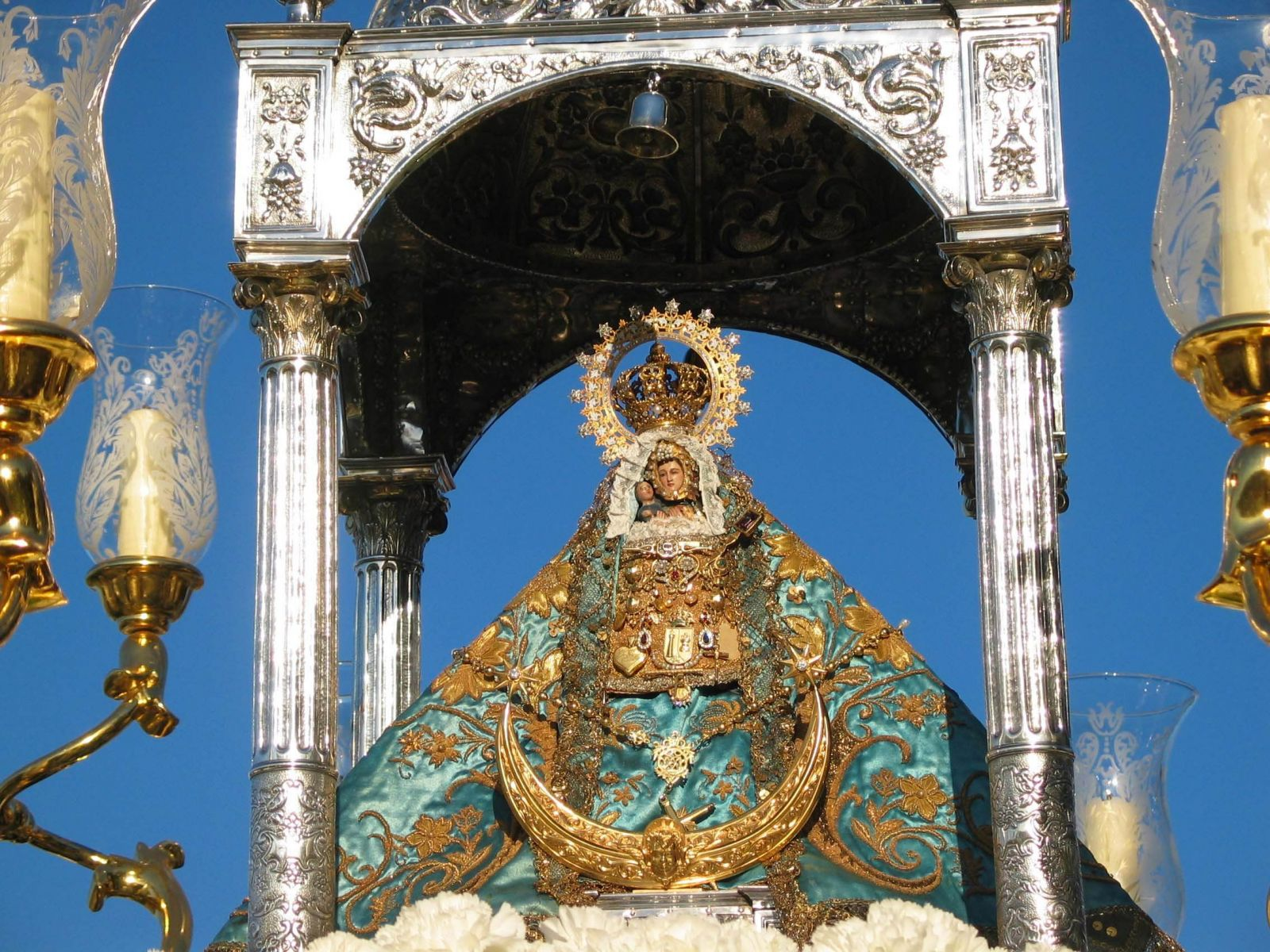
Virgen de los Remedios Cártama

## Patronazgo
Esta advocación de la Virgen es patrona de varios lugares, entre ellos:
Uruguay
- Nueva Palmira, Dpto. de Colonia

Argentina
- San Nicolás de los Arroyos.
- General Pizarro, Salta.

Colombia
- Arquidiócesis de Cali, Santiago de Cali, Valle del Cauca.
- Departamento del Valle del Cauca.
- Riohacha.

España
| - Villarrasa (Huelva). - Colmenar Viejo (Madrid). - Utiel (Valencia). - Albaida, Valencia. - Castelló de Rugat, Valencia. - Herrera de Valdecañas (Palencia). - Ibros (Jaén). - Valencia de Alcántara (Cáceres). - Sanabria (Zamora). - A Ferreirúa, Puebla de Brollón, Lugo. - Ahillones (Badajoz) - Fregenal de la Sierra (Badajoz, Capitana General de las Fuerzas Amadas Españolas). - Calzada de Calatrava (Ciudad Real). - Estepona (Málaga. - Santa Oliva (Tarragona). - O Sisto, Orol (Lugo). - Petrel, (Alicante). - Monóvar, (Alicante). - Algueña, (Alicante). - Pinoso, (Alicante). - Casas del Señor (Alicante). - Antequera (Málaga). - Anglés (provincia de Gerona), Comarca de La Selva). | - Ocaña (Toledo). - Aljaraque (Huelva). - Las Navas del Selpillar, (Córdoba). - La Maragatería - Luyego de Somoza (León). - Aguilar del Río Alhama (La Rioja). - Mairena del Alcor (Sevilla). - Serón, Almería. - Jimena (Jaén). - Alcorcón, (Madrid). - San Cristóbal de La Laguna, de la isla de Tenerife y de la diócesis de Tenerife. - Buenavista del Norte (Tenerife). - Tegueste (Tenerife). - Realejo Alto (Los Realejos, Tenerife). - Chiclana de la Frontera. - Olvera (Cádiz). - Ubrique (Cádiz). - Mondoñedo (Lugo). | - El Coronil (Sevilla). - Belmez (Córdoba). - La Roda (Albacete). - Fuensanta (Albacete). - San Vicente de la Sonsierra (La Rioja). - Sotés (La Rioja). - Abades (Segovia). - Hoya-Gonzalo (Albacete). - Albudeite (Murcia). - Sotillo de la Adrada (Ávila). - Vélez-Málaga (Málaga). - Villafranca de Córdoba (Córdoba). - Alicante. - Arroyomolinos de León (Huelva). - Campotéjar (Granada). - Cártama (Málaga). - Aranda de Moncayo (Zaragoza). |

Honduras
- Colón.
- Vicaria del Sur de Lempira y Parroquia Nuestra Señora de los Remedios. Patrona de Tomalá, Honduras.

México
- Ciudad de México.
- Naucalpan, (Estado de México).
- San Pedro Cholula y San Andrés Cholula (Puebla).
- Acatlán (Veracruz).
- Santiago Matatlán (Oaxaca).
- Nacajuca, Tabasco (México).
- Temacapulín,Jalisco.

Panamá
- Los Remedios (Provincia de Chiriquí).

### Templos bajo su advocación
| - Ermita de Nuestra Señora de los Remedios, Colmenar Viejo, Madrid. - Santuario de Nuestra Señora de los Remedios (Fregenal de la Sierra). - Castell de la Mare de Déu del Remei (Santa Oliva - Tarragona). - Iglesia - Santuario de Nuestra Señora de los Remedios (Antequera), Málaga. - Iglesia - Nuestra Señora de los Remedios (Estepona), Málaga. - Santuario de Nuestra Señora de los Remedios Coronada. Antiguamente fue Parroquia Castrense.(Serón, Almería). - Parroquia de Nuestra Señora de los Remedios (Iznalloz, Granada). - Parroquia de Santa María de los Remedios, (Ahillones, Badajoz). - Parroquia de Santa María de los Remedios, Estepona, Málaga. - Ermita de Nuestra Señora de los Remedios, Villallano, Palencia. - Parroquia de Nuestra Señora de Los Remedios, Aljaraque, (Huelva). - Ermita de Nuestra Señora de los Remedios, Aljaraque, (Huelva). - Iglesia de Nuestra Señora de los Remedios, Las Navas del Selpillar, Lucena (Córdoba). - Santuario de Nuestra Señora de Los Remedios (Olvera), Olvera, Cádiz. - Santuario de María Santísima de los Remedios y San Juan Bautista, Cabra (Córdoba - Santuario de Cánava o Ermita de Nuestra Señora de Los Remedios, Jimena, Jaén. - Catedral de Nuestra Señora de Los Remedios, San Cristóbal de La Laguna, Tenerife. - Oratorio de Morante, Santa Fe, Argentina. - Parroquia de Nuestra Señora de Los Remedios, Mondoñedo, Lugo. - Parroquia de Nuestra Señora de Los Remedios, Buenavista del Norte, Tenerife. - Santuario Nuestra Señora Virgen de los Remedios, Colón, Honduras. - Basílica de Nuestra Señora de los Remedios, Naucalpan, México. - Parroquia de San Andrés Apóstol, Acatlán, México. - Parroquia de San Antonio de Padua, Nacajuca, Tabasco (México) - Templo de Nuestra Señora de los Remedios, Comonfort, Guanajuato, México. - Iglesia de Nuestra Señora de los Remedios, (Estepa, Sevilla, España). - Parroquia de Nuestra Señora de los Remedios, (Casas del Señor), (Alicante). - Parroquia de Nuestra Señora de los Remedios, (Hoya-Gonzalo), (Albacete). | - Parroquia de Nuestra Señora de los Remedios, Cabra (Córdoba) - Parroquia Nuestra Señora de los Remedios (Remedios de Escalada, Buenos Aires, Argentina). - Parroquia Nuestra Señora de los Remedios (Templo de la Escuela de Cristo, La Antigua Guatemala, Guatemala). - Iglesia Nuestra Señora de los Remedios (Barrio La Vega, San Salvador, El Salvador). - Parroquia Santa María de los Remedios (Santa María, Usulután, El Salvador). - Iglesia de Nuestra Señora de los Remedios (La Parrilla, Valladolid, España). - Ermita Nuestra Señora de los Remedios (Sotillo de la Adrada, Ávila, España). - Ermita Nuestra Señora de los Remedios (Alcorcón, Madrid, España). - Ermita de la Mare de Déu del Remei (Bañolas - diócesis de Gerona). - Ermita de la Mare de Déu del Remei (Castillo de Aro - diócesis de Gerona). - Ermita de la Mare de Déu del Remei (Camprodon - diócesis de Vich). - Ermita de la Mare de Déu del Remei - Avià (Bergadá). - Ermita de la Mare de Déu del Remei - Cambrils (Bajo Campo). - Ermita de la Mare de Déu del Remei - Cardona (Solsonés). - Ermita de la Mare de Déu del Remei - Cassá de la Selva (Selva). - Ermita de la Mare de Déu del Remei - Castillo de Ampurdán (Bajo Ampurdán). - Ermita de la Mare de Déu del Remei - Castellolí (Noya). - Ermita de la Mare de Déu del Remei - Flix (Ribera de Ebro). - Ermita de la Mare de Déu del Remei - Perafita (Osona). - Ermita de la Virgen de los Remedios - Vélez-Málaga (Málaga). - Catedral de Nuestra Señora de los Remedios - Riohacha (Riohacha). - Ermita de Vierres, Aller (Asturias). - Ermita de Nuestra Señora de los Remedios - El Horno -Los Realejos (Tenerife). - Ermita de Nuestra Señora de los Remedios - Pozaldez - Valladolid (España). - Santuario Nuestra Señora de los Remedios, Tomalá, Lempira. Honduras. Monumento Nacional. - Santuario de Nuestra Señora de los Remedios, Cholula, Puebla, México. - Ermita de la Virgen de los Remedios - Cártama (Málaga). |

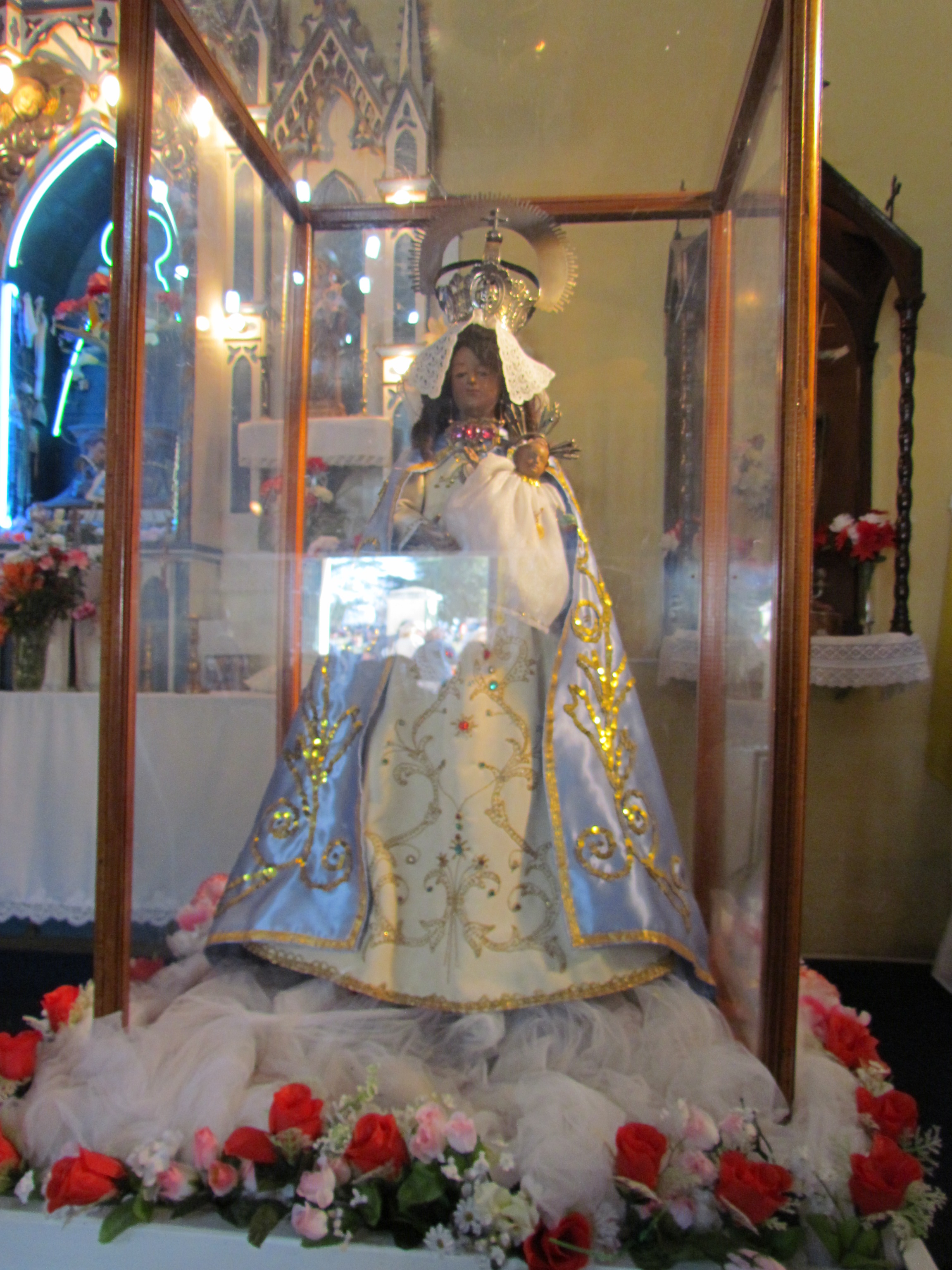
Nuestra Señora de los Remedios de Morante, Argentina

## Imágenes en el mundo
- Nuestra Señora de los Remedios - San José de Costa Rica.
- Nuestra Señora de Los Remedios - Riohacha (Colombia).
- Nuestra Señora de los Remedios - Monasterio de Santa Catalina en la Ciudad del Cuzco, Perú.
- Nuestra Señora de los Remedios - Parroquia San Marcelo en la Ciudad de Lima, Perú.
- Nuestra Señora de los Remedios - Parroquia de San Pedro en la Ciudad de Lima, Perú.
- Nuestra Señora de los Remedios - Monasterio de Santa Catalina en la Ciudad de Arequipa, Perú.
- Nuestra Señora de los Remedios - Iglesia San Fernando Rey del distrito de Socabaya en Arequipa - Perú.
- Nuestra Señora de Remedios - Iglesia Castrense, La Paz Maravillosa (Bolivia).
- Nuestra Señora de los Remedios - Parroquia de Malate, Manila, Filipinas.[15]
- Nuestra Señora de los Remedios, Saelices, Cuenca.
- Capilla de los Remedios, Córdoba - Iglesia de Nuestra Señora de los Remedios.
- Nuestra Señora de los Remedios - Parroquia de San Andrés Apóstol; Acatlán, Veracruz.
- Virgen de los Remedios- Santuario en la localidad de Timalchaca, Comuna de Putre, Chile.

### Ocaña (Toledo)
- Excelentísimo Ayuntamiento de Ocaña (Toledo)
- Hermandad de Nuestra Señora Virgen de los Remedios de Ocaña (Toledo)

- Datos: Q3543689
- Multimedia: Our Lady of the Remedies / Q3543689